# Intel Pentium

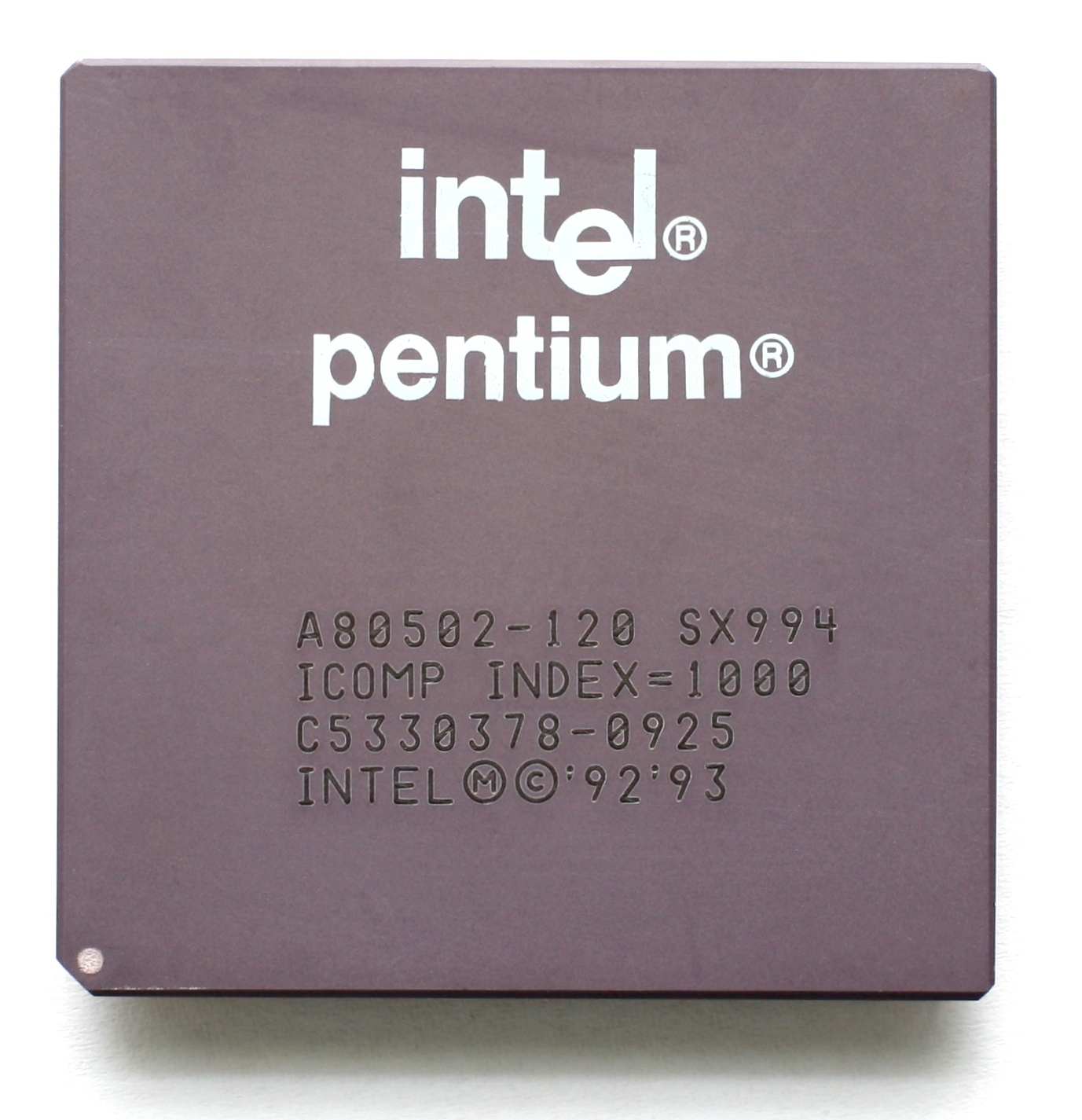
Pentium 120 MHz

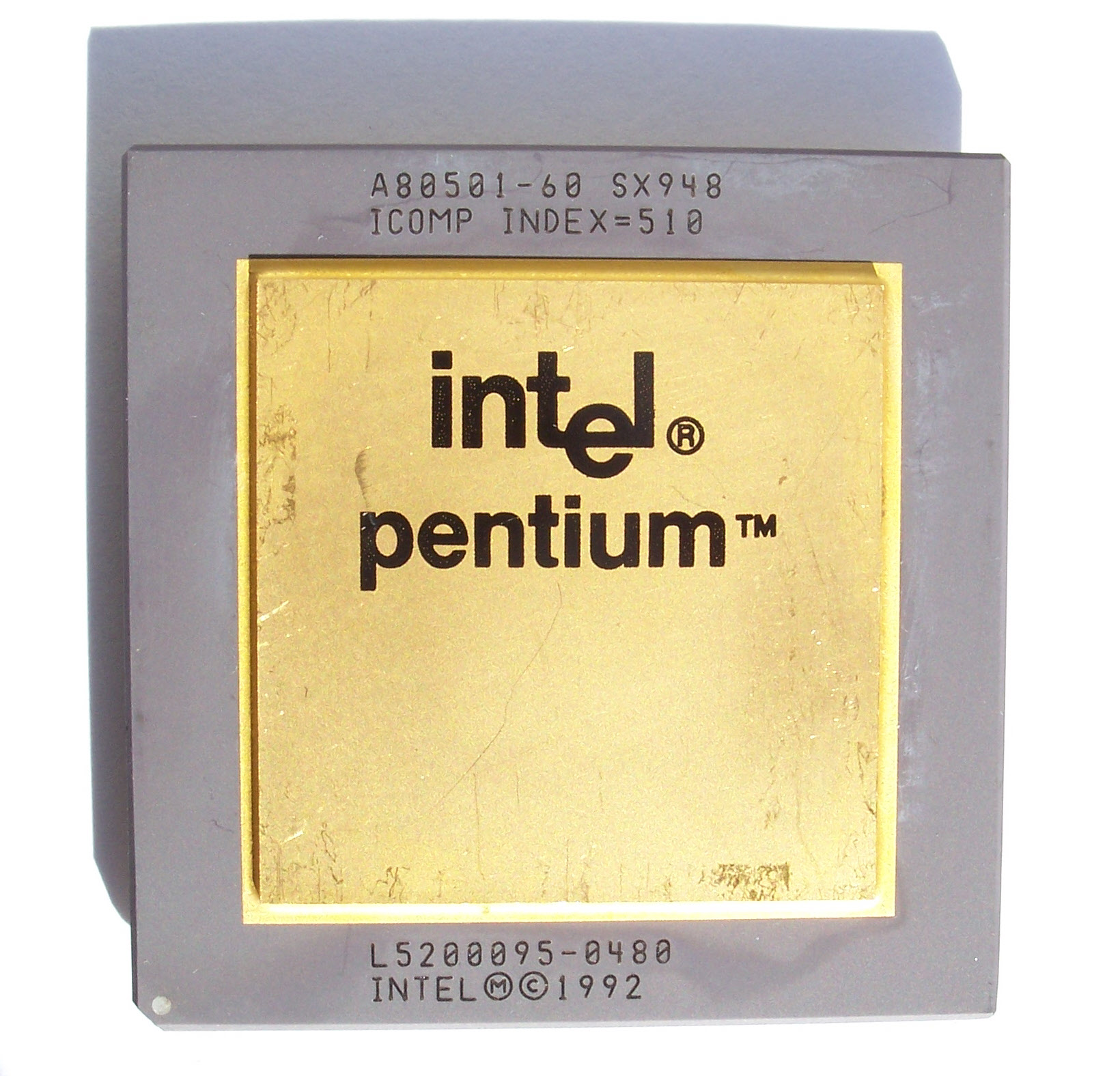
Pentium 60 SX948. Widok od góry z metalową pozłacaną blachą miedzianą zmniejszającą rezystancję termiczną struktury krzemowej do radiatora

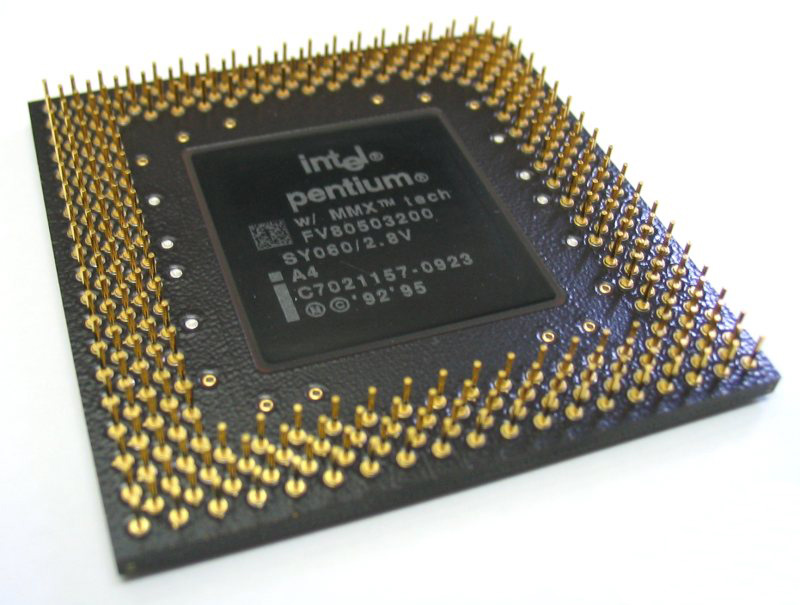
Pentium MMX 200 MHz.
Widok z dołu

Intel Pentium – seria opartych na architekturze x86 32- i 64-bitowych mikroprocesorów firmy Intel produkowanych od 1993. Procesory miały premierę na polskim rynku 22 marca 1993. Zastąpiły serię 486.
Po sukcesie Pentium i znacznych sumach pieniędzy wydanych na promocję tego procesora, sama nazwa „Pentium” stała się na tyle znana, że Intel postanowił pozostawić ją dla następnych generacji procesorów x86, pomimo że wiele z nich nie ma prawie nic wspólnego z pierwszym Pentium. Aż do czasów premiery Intel Core 2 (2006) chipy „Pentium” stanowiły główną część produkcji i używane były w komputerach stacjonarnych i przenośnych, procesory Celeron stanowiły „niskobudżetową” część oferty Intela – były tańsze, ale i mniej wydajne, a procesory Xeon były przeznaczone do pracy w serwerach.
W ramach jednej generacji wszystkie modele i odmiany Pentium miały zazwyczaj tę samą podstawową mikroarchitekturę, ale różniły się zazwyczaj częstotliwością taktowania, wielkością cache i obudową. Zdarzają się jednak przypadki, że jedyną cechą łączącą jest nazwa, bo same chipy nie mają prawie żadnych innych cech wspólnych – tak jak pierwsze Pentium i Pentium Pro lub Pentium 4 i Pentium M.

## Pentium I
Pentium miał się oryginalnie nazywać 80586 lub i586, jednak ponieważ Intel nie mógł zarejestrować samych cyfr jako znaku towarowego, wybrano nazwę „Pentium”. Niemniej w pierwszych programach powstałych w tym czasie i w ich dokumentacji używano często nazwy „i586”. Nazwa wzięła się z greckiej cyfry „pięć” (πέντε ‘pente’), gdyż była to piąta generacja procesorów, i końcówki łacińskiej -ium.

### Główne zmiany w porównaniu z 486
- Architektura superskalarna – Pentium został pierwszym procesorem CISC, w którym użyto typowego dla konkurencyjnej architektury RISC rozwiązania zwanego „potokami” (ang. pipelines). Jeden potok „U” potrafiący wykonać każdą instrukcję, a drugi – „V” potrafiący wykonywać jedynie najprostsze, najczęściej używane komendy, co pozwalało Pentium na wykonywanie więcej niż jednej instrukcji w czasie pojedynczego cyklu. Pierwsze połączenie architektury x86 i RISC sygnalizowało, że jest możliwe połączenie tych dwóch rozwiązań tworząc procesory „hybrydowe”. De facto Pentium był logicznie dwoma i486 korzystającymi ze wspólnego zestawu rejestrów i magistrali, wykonującymi pojedynczy program. Czasy wykonania większości operacji były podobne z i486 (większość instrukcji w 1 takt), jednak procesor był w stanie wykonywać efektywnie 2 instrukcje równocześnie, o ile nie były one złożone i od siebie zależne. W praktyce działo się tak przez 20–30% czasu przy niezoptymalizowanym kodzie.
- 64-bitowa szyna danych. Wszystkie główne rejestry pozostały 32-bitowe, ale podwojono ilość informacji pobieranej z RAM-u.
- Zestaw instrukcji MMX (dodane w późniejszych modelach) – prosty zestaw instrukcji SIMD pomocny w obsłudze aplikacji multimedialnych.

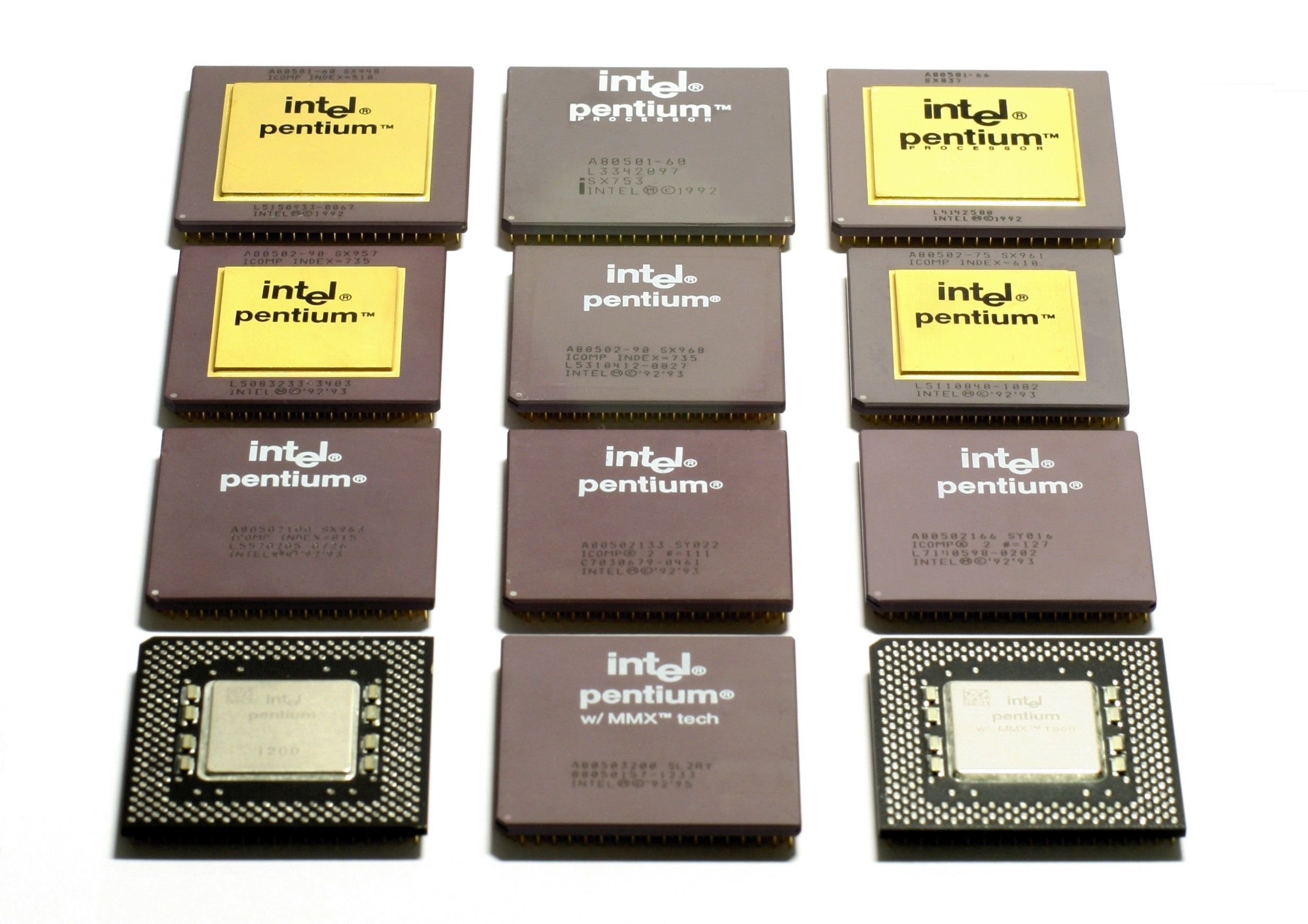
Rodzina procesorów Pentium 1

- Rodzina procesorów Pentium 1Rozdzielenie cache na cache instrukcji i danych i podwojenie jego wielkości (2×8 kB i 2×16 kB w wersji MMX).
- Bufory zapisu zwiększające prędkość współpracy z cache i magistralą (dodatkowo podwojone w wersji MMX).
- Dodatkowe 4 linie adresowe (praktycznie nieużywane); dopiero w Pentium Pro pojawiły się skuteczne mechanizmy adresowania z ich użyciem.
- Jednostka branch prediction do przewidywania skoków (80% skuteczność, z powodu błędu; w Pentium MMX zmieniona na jednostkę z Pentium Pro z 90% skutecznością).
- Wyższa częstotliwość taktowania szyny (początkowo 60 i 66 MHz).
- Przeprojektowany koprocesor (5-6 razy wydajniejszy niż w i486).
- Przy włączonym stronicowaniu (zob. Page Size Extension, PSE-36 i Physical Address Extension) dostępne były, obok 4 kB, także strony o rozmiarze 4 MB.
- Wsparcie dla maszyn wieloprocesorowych:
  - umożliwienie tworzenie maszyn dwuprocesorowych,
  - APIC dla maszyn z większą liczbą procesorów.

Nowa architektura Pentium oferowała mniej więcej dwukrotnie większą moc obliczeniową w porównaniu z intelowskimi 486. Najszybsze modele 486 produkowane później miały prawie taką samą wydajność jak Pentium pierwszej generacji, a niektóre zaawansowane klony 486 produkowane przez AMD równały się wydajnością z Pentium 75.

### Wczesne modele Pentium
Dwa pierwsze modele Pentium miały częstotliwość taktowania 60 i 66 MHz. Były one kompatybilne z gniazdem Socket 4. Później pojawiły się wersje 75, 90, 100, 120, 133, 150, 166, 200 i 233 MHz oraz 266 MHz (233 tylko w wersji MMX, 266 tylko w wersji MMX Mobile), dla których stworzono gniazdo Socket 5, a później Socket 7. Później pojawiły się wersje socketowe procesorów Pentium o częstotliwości 300 MHz, jednakże były to jedynie 266-MHz procesory, które dzięki odpowiedniemu opakowaniu (stop metali był ponoć wynalazkiem rosyjskim) mogły działać z wyższą częstotliwością. Na bazie Pentium powstały także procesory Pentium OverDrive służące do upgrade’u systemów 486, miały one częstotliwości 63 i 83 MHz i dwukrotnie większy cache (2 × 16 kB) z uwagi na problemy z wydajnością spowodowane wolniejszą i węższą szyną.
Pierwsze Pentium (nazwa kodowa P5) były produkowane używając technologii 0,8 mikrometra. Następny model, P54, używał już technologii 0,6 µm i prędkość rdzenia procesora różniła się od szybkości magistrali FSB. Kolejna generacja, P54C, zbudowany był przy użyciu technologii 0,35 µm i całkowicie przy użyciu procesu produkcji CMOS (do tej pory używana była technologia Bipolar CMOS).
P55C, jak się nazywała następna wersja Pentium, została nazwana „Pentium with MMX Technology” (zazwyczaj nazywane po prostu „Pentium MMX”) i bazowała na rdzeniu P5 zbudowanym z użyciem technologii 0,35 µm, ale z dodatkowymi 57 nowymi instrukcjami MMX. Jednak aby procesor mógł skorzystać z tych instrukcji, potrzebne były programy specjalnie dla nich napisane i niewielka różnica w wydajności w porównaniu z rdzeniem P5 spowodowana była powiększeniem wielkości cache z 16 kiB na 32 kiB, zastosowaniem jednostki przewidywania skoków z Pentium Pro i zwiększeniem (z 2 do 4) buforów zapisu do pamięci, a nie dodatkowymi instrukcjami.
Pierwsze wersje Pentium, taktowane zegarem 60 i 66 MHz i budowane w technologii 0,8 µm, były bardzo delikatne i, jak na tamte czasy, wydzielały z siebie bardzo dużo ciepła.

### Błąd FPU
Wczesne wersje Pentium taktowane 60, 66 i 90 MHz (P5 5V) miały problem z jednostką zmiennoprzecinkową, co w rzadkich okolicznościach zmniejszało dokładność niektórych obliczeń. Problem ten, odkryty w 1994, był poważnym źródłem zakłopotania dla Intela, który w końcu zgodził się wymienić wszystkie wadliwe chipy na poprawione wersje.
Pomimo bardzo negatywnej prasy (do czego przyczynił się między innymi fakt, że Intel wiedział o problemie, ale go zatuszował do czasu aż stał się on powszechnie znany), bardzo niewiele osób skorzystało z oferty Intela, jako że wada ta w normalnym użyciu komputera nie powodowała żadnych problemów.

## Pentium OverDrive

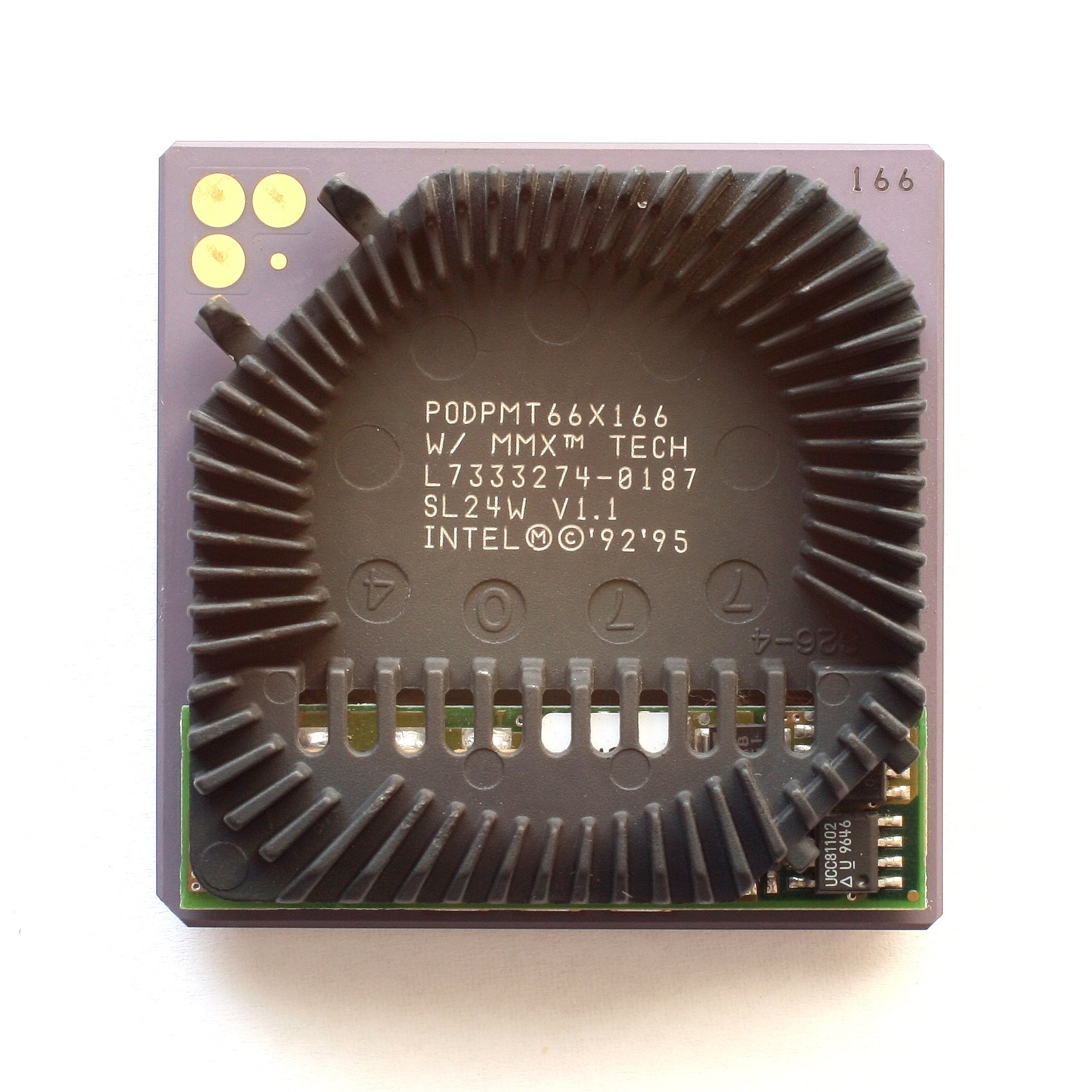
Pentium Overdrive MMX bez wentylatora

Pentium OverDrive (nazwa kodowa P24T) był przeznaczony do montowania na płytach głównych przeznaczonych dla platformy 486, posiadających złącza Socket 2 lub Socket 3. Pojawił się w dwóch wersjach: 63 (25 × 2,5) MHz i 83 (33 × 2,5) MHz. Posiadał 32 kB pamięci podręcznej (wersja standardowa Pentium miała tylko 16 kB cache’u) – głównie z uwagi na konieczność zniwelowania opóźnień spowodowanych wolniejszym działaniem szyny w architekturze i486.
Miał być rozwiązaniem dla użytkowników chcących uzyskać wydajność Pentium na płytach 486, jednak był mniej wydajny od konkurentów takich jak AMD Am5x86 czy Cyrix Cx5x86 oraz zbyt późno pojawił się na rynku. Charakterystyczną cechą tego procesora było nadmierne wydzielanie ciepła, które wymagało aktywnego chłodzenia oraz praktycznie uniemożliwiało przetaktowywanie układu.

## Pentium MMX

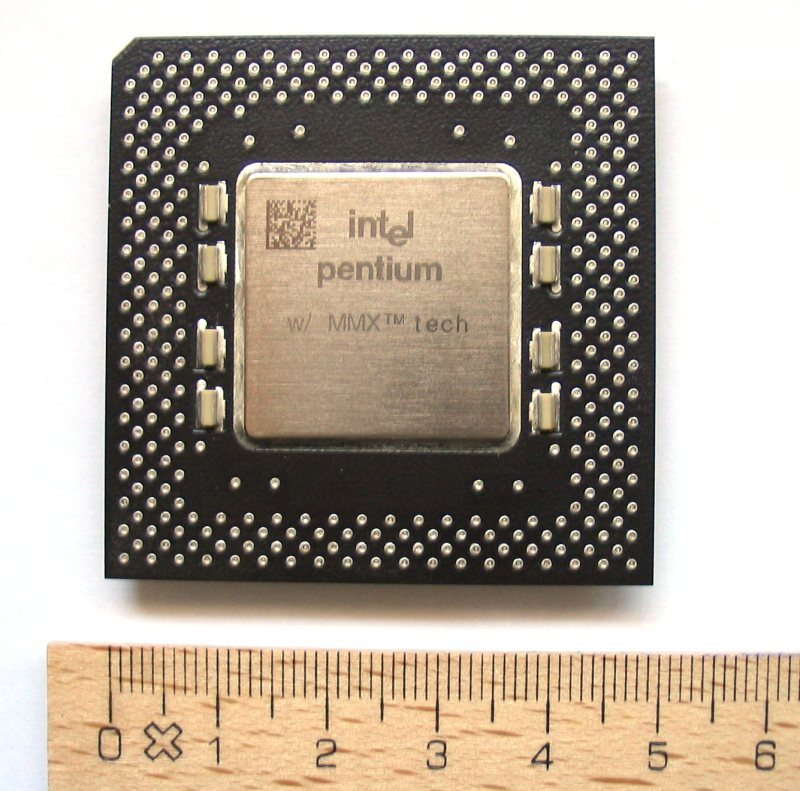
Pentium MMX

Pentium MMX to pierwszy procesor firmy Intel posiadający zestaw instrukcji MMX. Pentium MMX był nieco tylko zmodyfikowanym procesorem Pentium:
- zwiększono rozmiar pamięć cache do 16 kB (z 8 kB), dodatkowo usprawniono dostęp do pamięci podręcznej,
- dodano jednostkę BPU (ang. Branch Predicition Unit), zapożyczoną z Pentium Pro,
- zwiększono bufor zapisu z 2 do 4 bajtów,
- dłuższy potok przetwarzania instrukcji,
- dodano stos powrotu, dzięki czemu powrót z podprogramów (procedur) był krótszy; zysk szybkości nawet 20% w stosunku do zwykłego Pentium.

Procesor posiada dwie jednostki wykonawcze dla rozkazów MMX, co umożliwia w pewnych warunkach równoległe ich wykonywanie.
Procesor jest zbudowany z 4,5 miliona tranzystorów.
Maksymalna częstotliwość zegara to 233 MHz.

## Pentium Pro

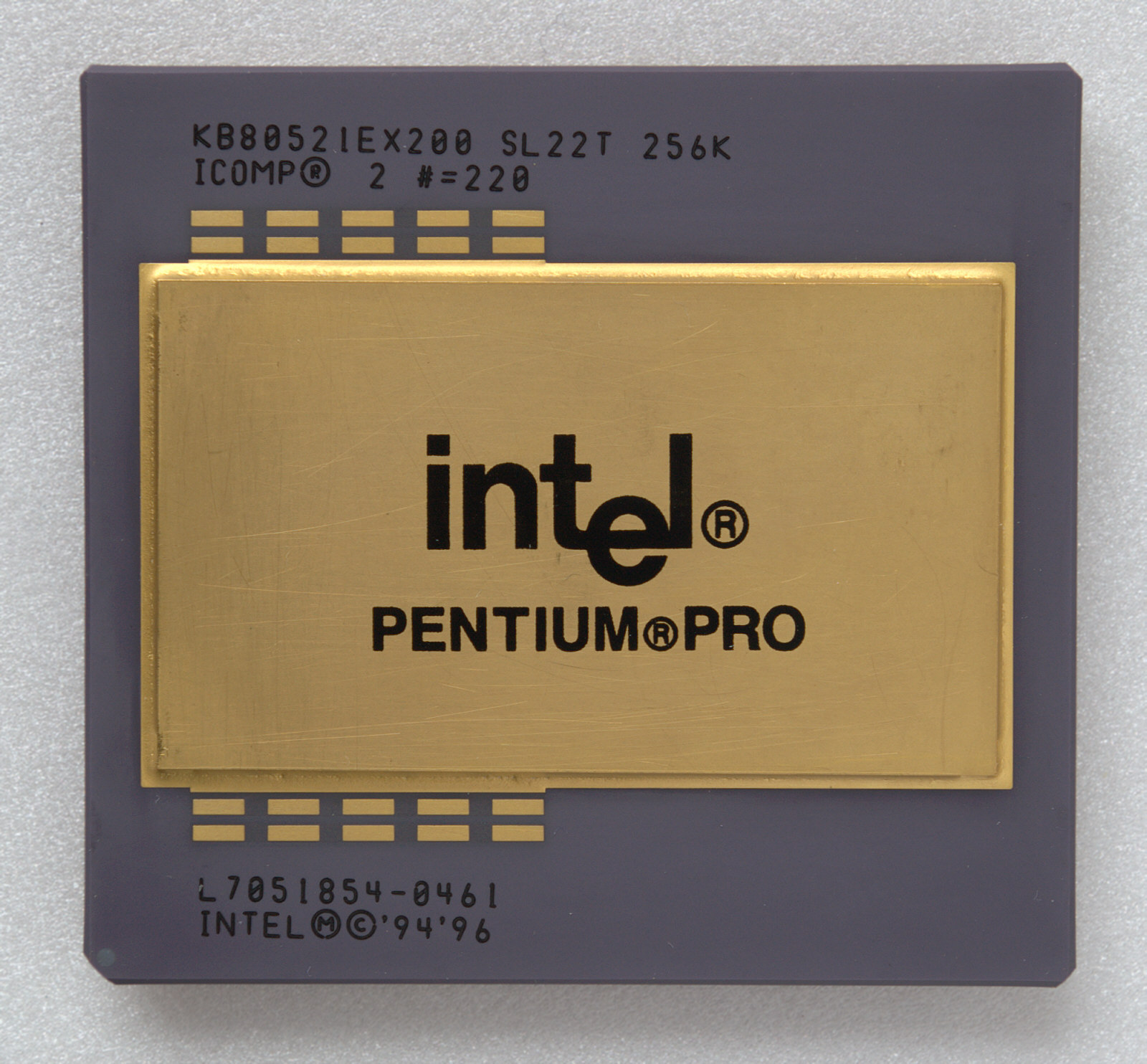
Procesor Pentium Pro 200 MHz, 256 kB cache, Socket 8

Pentium Pro zadebiutował w październiku 1995. W oryginalnym zamierzeniu miał on zastąpić oryginalne Pentium jako główny procesor Intela, ale z różnych powodów był używany jako procesor do serwerów i w rzadkich tylko wypadkach jako procesor komputerów „z wyższej półki”. Używał stosunkowo dużej, podłużnej podstawki Socket 8. W późniejszym czasie został zastąpiony procesorem Xeon.
Pomimo swojej nazwy, wewnętrzna architektura Pentium Pro bardzo różniła się od wcześniejszych Pentium, bazował on na nowym rdzeniu P6 (który później w zmodyfikowanej formie został wykorzystany jako podstawa do Pentium II, Pentium III i Pentium M). Nowe cechy dodane do rdzenia P6, to:
- Podział kodu x86 na mikrorozkazy (μops) – prostsze instrukcje (RISC) wykonywane w 6 jednostkach wykonawczych.
- Wykonywanie poza kolejnością (ang. out-of-order execution) – umiejętność wykorzystania „wolnego czasu” procesora (kiedy czeka on na przykład na jakieś dane z pamięci) na przetworzenie innych, czekających w kolejce instrukcji. Procesor przechowuje wyniki z takich operacji w ukrytych rejestrach do momentu aż są one potrzebne.
- Wykonywanie spekulatywne (ang. speculative execution) – zdolność procesora do przetwarzania kolejnej instrukcji czekając na wynik instrukcji skoku, który nie został jeszcze zrealizowany.
- Dodatkowy potok (pipeline) dla prostych instrukcji.

Speculative execution pozwala w wielu przypadkach na znaczne podniesienie wydajności procesora, ale jeżeli procesor „nie trafi”, zgadując w jakim kierunku ma się potoczyć wykonanie programu, może też poważnie zwolnić jego pracę – Pentium Pro otrzymał dużo bardziej skomplikowany i zaawansowany algorytm przewidywania rozgałęzień (ang. branch prediction) w porównaniu z pierwszym Pentium. Dodano też dodatkową instrukcję cmov (przesłanie warunkowe, realizujące działanie operatora warunkowego), która w niektórych przypadkach pozwalała zrezygnować z instrukcji skoku w ogóle.
Wydajność pracy z kodem 32-bitowym była znakomita, ale Pentium Pro był często wolniejszy od zwykłego Pentium przy wykonywaniu kodu 16-bitowego. Był to jeden z głównych powodów dlaczego procesor ten nie stał się bardziej popularny. Większość domowych komputerów używała wtedy jeszcze 16-bitowego środowiska operacyjnego Microsoft Windows 3.x oraz Microsoft Windows 95.
Pentium Pro miał w zależności od modelu – 256 lub 512 KB pamięci podręcznej (późniejszy model miał 1 MB), zaprojektowanej w unikatowy sposób. Procesor i pamięć podręczna były produkowane na osobnych rdzeniach i łączono je dopiero w momencie wkładania ich w obudowy. Niemożliwe było testowanie obu tych części osobno. Możliwe było to dopiero po ich połączeniu, co oznaczało, że ukryta wada jednej z części zmuszała do odrzucenia całości. Przez to produkcja Pentium Pro była bardzo kosztowna, wydajność aplikacji 16-bitowych niska, a ceny sklepowe bardzo wysokie (szczególnie modelu z 1 MB pamięci podręcznej).
Stosunkowa powolność Pentium Pro w wykonywaniu 16-bitowych programów była spowodowana umyślną decyzją Intela o zoptymalizowaniu tego procesora pod kod 32-bitowy po przeprowadzonych rozmowach z firmą Microsoft o przyszłych produktach tej firmy. Kiedy jednak okazało się, że Windows 95 jest wciąż częściowo 16-bitowe, Pentium Pro znalazł się na nie najlepszej pozycji. Intel postanowił sprzedawać go jako procesor do serwerów i komputerów z systemami operacyjnymi Unix i Windows NT.
Pentium Pro były dostępne w wersjach 150, 166, 180 i 200 MHz, z magistralą FSB taktowaną 60 lub 66 MHz. Wielu użytkowników „podkręcało” swoje procesory – wersja 200 MHz nie miała problemu z pracą przy taktowaniu 220 MHz, a 150 MHz – jako 166 MHz. Pentium Pro był bardzo popularny w zastosowaniach SMP (symetryczne przetwarzanie wieloprocesorowe) – dwu- i czteroprocesorowych serwerach.
Był to pierwszy procesor Intela, który zapewniał komfortową pracę w systemach graficznych 32-bitowych takich jak Windows NT czy NextStep.
Następcą Pentium Pro był Pentium II, była to nowsza, ulepszona wersja Pentium Pro z dodanymi instrukcjami MMX i poprawioną wydajnością przetwarzania kodu 16-bitowego. Powstała także specjalna wersja Pentium II 333 MHz w obudowie Socket 8, aby umożliwić użytkownikom Pentium Pro łatwe ulepszenie.

## Pentium II

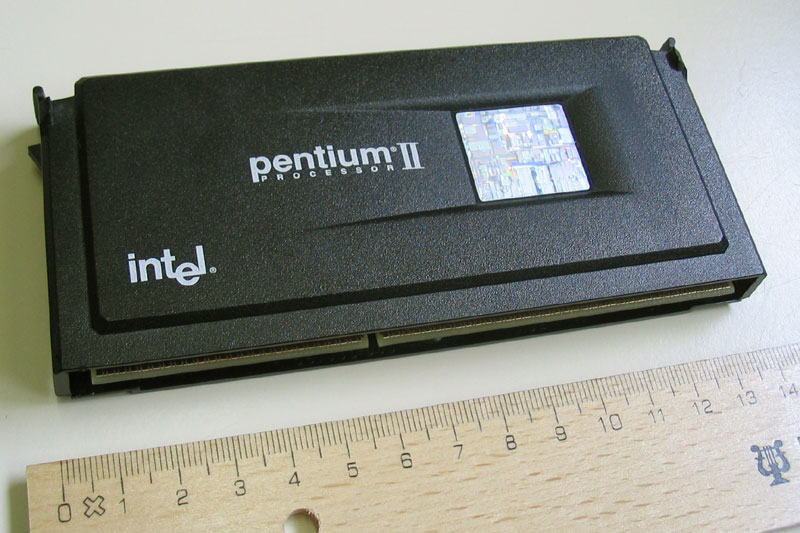
Pentium II widziany z przodu

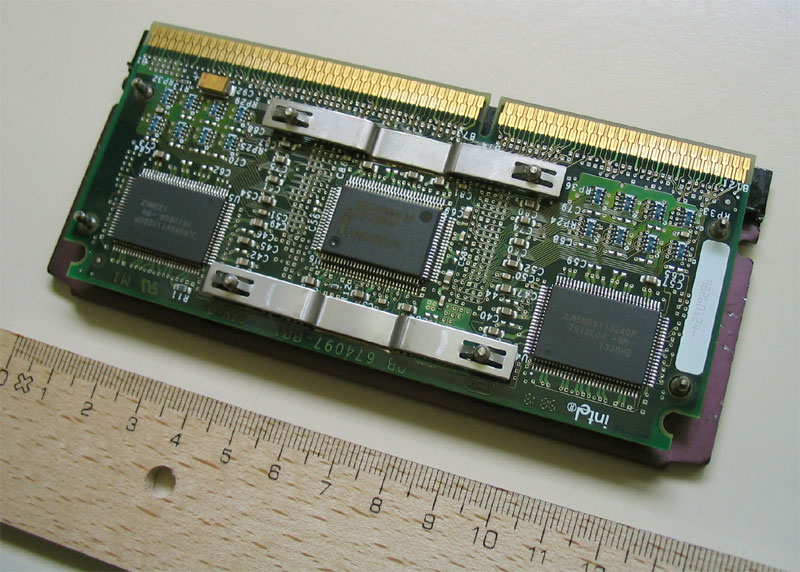
Pentium II – widok wewnętrzny

Pentium II został oficjalnie zaprezentowany 7 maja 1997. Bazuje na rdzeniu P6, który po raz pierwszy został użyty w Pentium Pro, ma dodatkowe instrukcje MMX i poprawioną obsługę programów 16-bitowych.
Pierwsze wersje Pentium II „Klamath” taktowane zegarem 233 i 266 MHz były produkowane w technologii 350 nm i były bardzo gorące (w porównaniu z innymi procesorami z tamtego okresu). Używały magistrali FSB taktowanej częstotliwością 66 MHz, co było niewystarczające do uzyskania pełnego potencjału tych procesorów. Nieco później pojawiła się odmiana z zegarem 300 MHz.
Następna wersja, „Deschutes” zadebiutowała w styczniu 1998 i dzięki temu, że zmieniono technologię produkcji na 250 nm, wydzielały one zdecydowanie mniej ciepła. Pierwsza wersja procesora o szybkości 333 MHz wciąż używała magistrali FSB 66 MHz, jednak przyspieszono ją później do 100 MHz, co znacznie poprawiło wydajność. W 1998 ukazały się wersje o szybkości 350, 400 i 450 MHz. W tym samym czasie co Pentium II na rynku komputerowym pojawiły się także takie nowości jak SDRAM i magistrala graficzna AGP, co jeszcze bardziej poprawiło osiągi procesora.
W odróżnieniu od poprzednich wersji Pentium, Pentium II nie miał obudowy typu „socket” (gniazdo), ale „slot” (łącze krawędziowe). Takie rozwiązanie było wymagane z dwóch powodów: po pierwsze ułatwiało pozbycie się dużych ilości ciepła generowanych przez Pentium II, a po drugie umożliwiło odseparowanie cache L2 od procesora, ale nadal pozwalało na bliskie położenie tych dwóch komponentów. Zewnętrzny cache Pentium II był wolniejszy od rozwiązania użytego w Pentium Pro (pamięć cache pracowała z połową częstotliwości procesora), ale to rozwiązanie pozwoliło zwiększyć wydajność produkcji i obniżyć ceny.
Tańsza wersja Pentium II (całkowicie bez cache lub z mniejszym cache) była sprzedawana pod nazwą „Celeron”. Wersja serwerowa była sprzedawana pod nazwą Pentium II Xeon.
Pentium II zostało zastąpione przez Pentium III na początku 1999.

### Dane techniczne

#### Ogólne
- rozmiar pamięci cache pierwszego poziomu (L1) dla kodu: 16 kB
- rozmiar pamięci cache pierwszego poziomu (L1) dla danych: 16 kB
- wsparcie dla MMX

#### Klamath (350 nm)
- data wydania (pierwszego modelu): 7 maja 1997
- gniazdo: Slot 1 (GTL+)
- rozmiar pamięci cache drugiego poziomu (L2) dla kodu i danych: 512 kB (taktowana z połową prędkości rdzenia)
- taktowanie magistrali (FSB): 66 MHz
- VCore: 2,8 V
- Taktowanie rdzenia: 233 (3,5×), 266 (4×), 300 (4,5×) MHz

#### Deschutes (250 nm)
- data wydania (pierwszego modelu): 26 stycznia 1998
- gniazdo: Slot 1 (GTL+)
- taktowanie magistrali (FSB): 66, 100 MHz
- VCore: 2,0 V
- Taktowanie rdzenia: 266–450 MHz
  - 66 MHz FSB: 266 (4x), 300 (4.5x), 333 (5x) MHz
  - 100 MHz FSB: 350 (3.5x), 400 (4x), 450 (4.5x) MHz

#### Tonga (250 nm), Pentium II Mobile
- data premiery: 2 kwietnia 1998
- rozmiar pamięci cache drugiego poziomu (L2) dla kodu i danych: 512 kB (taktowana z połową prędkości rdzenia)
- gniazdo: MMC-1, MMC-2, Mini-Cartridge (GTL+)
- taktowanie magistrali (FSB): 66 MHz
- VCore: 1,6 V
- Taktowanie rdzenia: 250 (3,5×), 300 (4×), 350 (4,5×) MHz

#### Dixon (250 nm, 180 nm), mobile Pentium II PE
- data wydania (pierwszego modelu): 25 stycznia 1999
- rozmiar pamięci cache drugiego poziomu (L2) dla kodu i danych: 256 kB (taktowana z pełną prędkością rdzenia)
- gniazdo: BGA1, μPGA1 (GTL+)
- taktowanie magistrali (FSB): 66 MHz
- VCore: 1,5, 1,55, 1,6 V
- Taktowanie rdzenia: 266–400 MHz
- Liczba tranzystorów 27 400 000[1][2]
- Rozmiar struktury półprzewodnikowej 10,36 mm na 17,36 mm; 179,8496 mm²[3]

## Pentium III

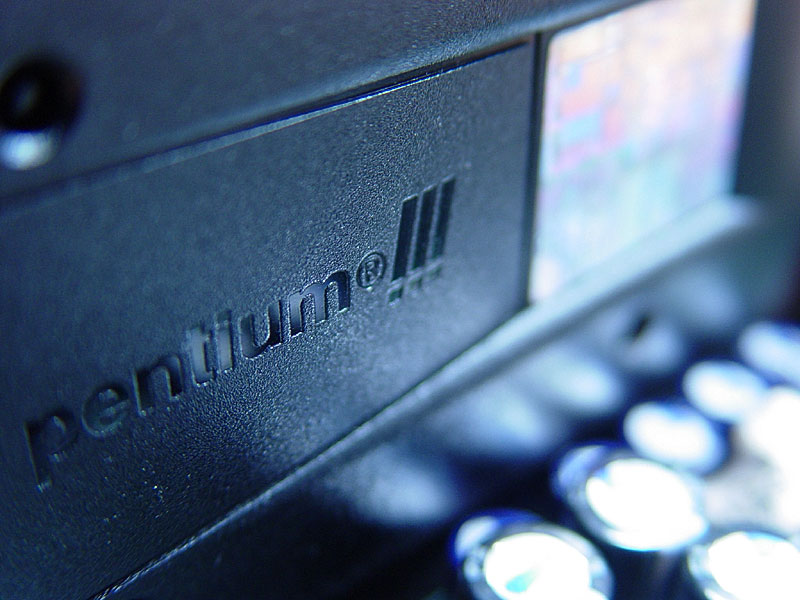

Pentium III został stworzony w 1999. Procesor bazuje na mikroarchitekturze P6.
Projekt rozwijał się pod kryptonimem Katmai, zanim został oficjalnie przemianowany przez firmę Intel na procesor Pentium III. Zestaw nowych instrukcji określany w fazie wstępnej mianem KNI (Katmai New Instructions) lub MMX-2 przemianowany został w ślad za tym na SSE (Streaming SIMD Extensions), przy czym element SIMD (Single Instruction Multiple Data) określa znane już z techniki MMX jednoczesne przetwarzanie grupy danych przy pomocy jednego rozkazu. Główna różnica pomiędzy SIMD w wersji MMX i SIMD w wersji SSE polega na tym, iż o ile MMX operuje na danych w formacie całkowitym, SSE stosuje tę samą technikę również w odniesieniu do liczb zmiennoprzecinkowych.
Pentium III jest pod wieloma względami bardzo podobny do swego poprzednika, czyli modelu Pentium II. Podwyższenie częstotliwości taktowania stanowi naturalny krok na drodze ewolucji w tej dziedzinie.
Na rdzeniu Coppermine jest oparty procesor konsoli Xbox.

### Podstawowe dane

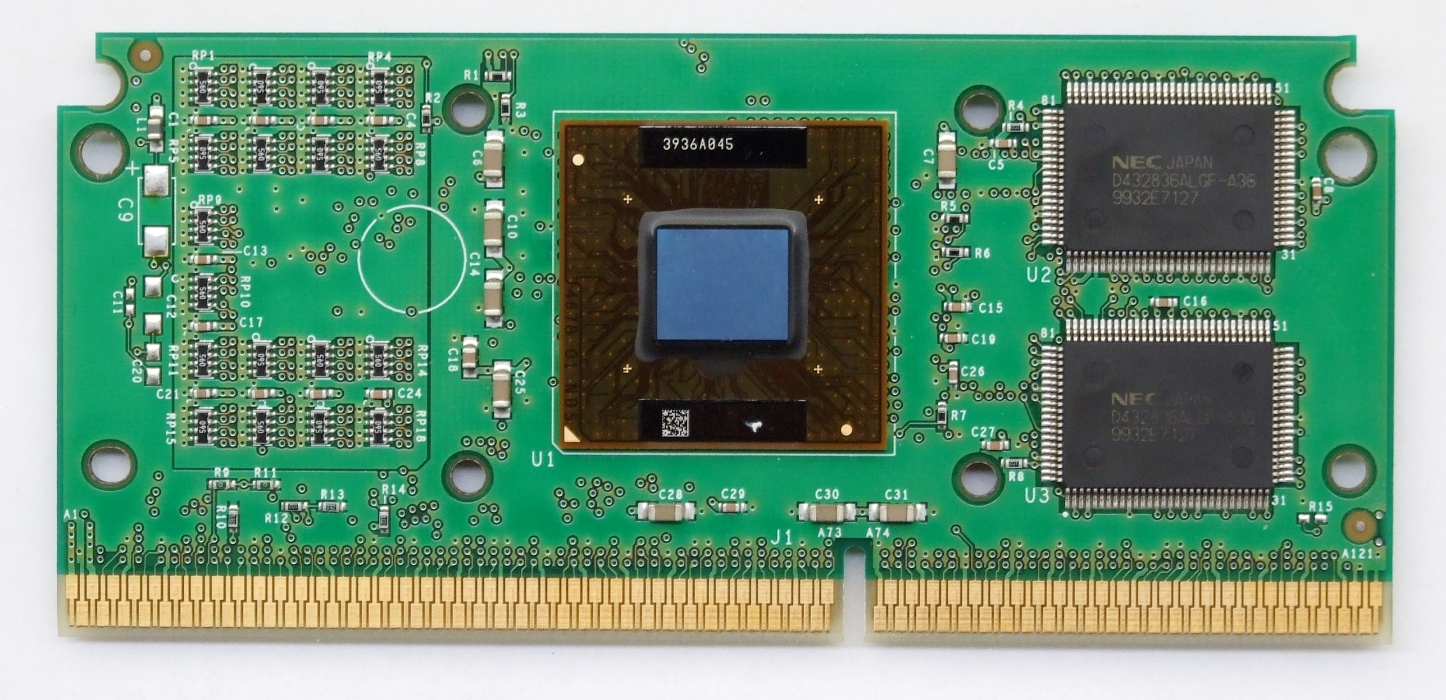
Pentium 3 na Slot 1

#### Ogólne
- architektura RISC[a]
- rozmiar pamięci podręcznej pierwszego poziomu (L1) dla kodu: 16 kB
- rozmiar pamięci RAM objętej pamięcią podręczną: 6 GB
- liczba etapów przetwarzania rozkazu (w potoku): 12
- liczba jednostek zmiennoprzecinkowych (FPU): 1 (z potokowaniem)
- liczba jednostek całkowitoliczbowych: 6 potoków
- liczba jednostek MMX: 2
- możliwość pracy w systemie wieloprocesorowym (do 2 procesorów).

#### Katmai (0,25 µm)
- data wydania (pierwszego modelu): 17 maja 1999
- rozmiar pamięci cache drugiego poziomu (L2) dla kodu i danych: 512 kB (taktowana z połową prędkości rdzenia)
- gniazdo: Slot 1
- taktowanie magistrali (FSB): 100, 133 MHz
- VCore: 2,0 V (dla 600 MHz 2,05 V)
- taktowanie rdzenia: 450–600 MHz
  - 100 MHz FSB: 450 (4,5×, 500 (5×), 550 (5,5×), 600 (6×)
  - 133 MHz FSB: 533 (4×), 600 (4,5×)

#### Coppermine (0,18 µm)
- data wydania (pierwszego modelu): 25 października 1999
- rozmiar pamięci cache drugiego poziomu (L2) dla kodu i danych: 256 kB (taktowana z pełną prędkością rdzenia)
- gniazdo: Slot1, Socket 370 (FC-PGA)
- taktowanie magistrali (FSB): 100, 133 MHz
- VCore: 1,6; 1,65; 1,70; 1,75 V
- taktowanie rdzenia: 500–1133 MHz
  - Modele E (100 MHz FSB): 500 (5×), 550 (5,5×), 600 (6×), 650 (6,5×), 700 (7×), 750 (7,5×), 800 (8×), 850 (8,5×), 900 (9×), 1000 (10×), 1100 (11×) MHz
  - Modele EB (133 MHz FSB): 533 (4×), 600 (4,5×), 667 (5×), 733 (5,5×), 800 (6×), 866 (6,5×), 933 (7×), 1000 (7,5×), 1133 (8,5×) MHz

#### Coppermine-T (0,18 µm)
- data wydania (pierwszego modelu): czerwiec 2001
- rozmiar pamięci cache drugiego poziomu (L2) dla kodu i danych: 256 kB (taktowana z pełną prędkością rdzenia)
- gniazdo: Socket 370 (FC-PGA)
- taktowanie magistrali (FSB): 133 MHz
- VCore: 1,75 V
- taktowanie rdzenia: 800–1133 MHz
  - 133 MHz FSB: 800, 866, 933, 1000, 1133 MHz
- W pierwszej fazie produkcji Coppermine-T nie różnił się w zasadzie niczym od starszego brata, później jednak jeszcze przed pojawieniem się Tualatinów Intel zaczął wyposażać także procesory oparte na rdzeniu Coppermine-T w IHS (czyli miedzianą osłonę chroniącą rdzeń przed ukruszeniem).

#### Tualatin (0,13 µm)
- data wprowadzenia (pierwszego modelu): 2001
- rozmiar pamięci cache drugiego poziomu (L2) dla kodu i danych: 256 kB lub 512 kB (taktowana z pełną prędkością rdzenia)
- gniazdo: Socket 370 (FC-PGA2)
- taktowanie magistrali (FSB): 133 MHz
- VCore: 1,45; 1,475 V
- taktowanie rdzenia: 1000–1400 MHz
  - Pentium III (256 KB L2-Cache): 1000 (7,5×), 1133 (8,5×), 1200 (9,0×), 1333 (10×) MHz
  - Pentium III-S (512 KB L2-Cache): 1133 (8,5×), 1266 (9,5×), 1400 (10,5×) MHz

### Nowe możliwości
Po nowych rozkazach, SSE oczekuje się więcej mocy obliczeniowej oddawanej do dyspozycji głównie aplikacjom bogatym w efekty 3D, a także dekoderom MPEG-2. Nowe formy organizacji sterowania przepływem mają zoptymalizować proces wymiany informacji pomiędzy procesorem, pamięciami podręcznymi, magistralą AGP i pamięcią operacyjną, co jest najbardziej korzystne dla programów przetwarzających wyjątkowo szerokie strumienie danych. Do grupy tej zaliczają się systemy rozpoznawania mowy, szybkie i dokładne obliczenia w przestrzeni 3D, obróbka sekwencji wideo i gry komputerowe.

#### Udoskonalona obsługa MMX i SIMD
Ponieważ w Pentium III nie ma miejsca ukrywanie dodatkowych rejestrów pod rejestrami FP – koprocesora matematycznego – (stosowane w architekturach MMX i 3DNow!), możliwa jest równoległa praca jednostki SIMD-FP niezależnie od FP/MMX. Znika również (drugi czynnik pozytywny) ograniczenie rozmiarów XMM0 – XMM7. W przypadku MMX były one w naturalny sposób obcięte do rozmiarów swej „przykrywki”, czyli maksymalnie 8 × 80 bitów.

#### Sterowanie przepływem i obsługa pamięci podręcznej
Instrukcje sterujące przepływem (Memory Streaming), pozwalają na określenie dokładnej strategii dla pamięci podręcznej. Decyzje takie podejmowane są jeszcze w fazie programowania, przez samego programistę bądź przez kompilator. W szczególności możliwe jest wymuszenie przedwczesnego ładowania partii danych lub kodu (Prefetch) oraz określenie, czy blok ten ma być przechowywany w pamięci podręcznej L1, L2, obydwu lub w żadnej z nich. Przechowywanie danych w pamięci podręcznej nie zawsze ma sens. Niejednokrotnie z góry wiadomo, iż część z nich nie będzie powtórnie przetwarzana. Nie ma wtedy sensu zamazywać innych, częściej wykorzystywanych partii kodu. Nowe instrukcje sterowania przepływem nie są związane bezpośrednio z SSE i stanowią rozszerzenia architektury, które mogą być z powodzeniem wykorzystywane niezależnie od jednostki SIMD. Nie wymagają one żadnego dodatkowego wsparcia ze strony systemu operacyjnego.

#### Uaktualnianie pamięci operacyjnej na podstawie pamięci podręcznej
W Pentium III zmodyfikowane zostały bufory zapisu i poprawiono mechanizm grupowania następujących po sobie odwołań do pamięci (Write Combining). Cykle zapisu (w odniesieniu do pewnego konkretnego bloku danych) mogą odbywać się poprzez pamięć podręczną (Write Through) lub bez jej udziału, czyli bezpośrednio do pamięci.

### Wsparcie ze strony oprogramowania
By móc czerpać korzyści z techniki SSE, konieczna jest stosunkowo głęboka ingerencja w istniejące już aplikacje. Zmiany nie ograniczają się do ponownego skompilowania poszerzonego kodu, ale często dotyczą całych algorytmów, tak by stworzyć możliwość równoległego przetwarzania danych zmiennoprzecinkowych. Gwoli ścisłości warto wspomnieć, iż wiele algorytmów nie poddaje się takim zabiegom.

#### Obsługa nowych możliwości przez systemy operacyjne
Możliwości oferowane przez rozszerzenia architektury o SIMD nie są tak łatwe do wykorzystania w praktyce jak MMX czy też 3DNow!, ponieważ nie wystarczy samo przeprogramowanie aplikacji, tak by posługiwały się nowymi rozkazami. Główną barierę stanowi grupa nowych rejestrów, o których istnieniu nic nie wiedzą wielozadaniowe systemy operacyjne. 3DNow! (podobnie jak MMX) korzysta jedynie z ośmiu oryginalnych 64-bitowych rejestrów MM0 – MM7, które naprzemiennie przydzielane są dla operacji INT i FP.
Sytuacja ulega zmianie w przypadku SSE. Przełączaniu procesora do kolejnych programów korzystających z instrukcji SIMD grupy I i II musi towarzyszyć zabezpieczanie i odtwarzanie zawartości rejestrów XMM. Jeżeli któryś z programów podejmie pracę z danymi przejętymi z innego modułu, katastrofa jest nieunikniona. Pentium III dysponuje parą rozkazów fxsave/fxstore, która zabezpiecza i odtwarza zarówno rejestry MMO – MM7 (przynależne do jednostek MMX/FPU), jak i XMMO – XMM7 obsługiwane przez SIMD-FP. Omawiana para instrukcji przemieszcza w sumie 352 bajty.

##### Microsoft Windows 95
Windows 95 należy do grupy systemów, która nie pozwala na posługiwanie się rozkazami SIMD. Procesor Pentium III musi być zaprogramowany tak, by nie wykraczał poza zakres, w którym porusza się Pentium II. Bez obawy można wykorzystać wywołania z grupy III i IV, co poprawia nieco dostęp do pamięci i daje kilka nowych rozkazów MMX. W sumie jednak nie należy się spodziewać znaczących efektów z zastosowania nowego procesora w ramach tego systemu operacyjnego.

##### Microsoft Windows 98
W lepszej sytuacji znajdują się użytkownicy Windows 98 (wersja pierwotna Windows 98 rozpoznaje Pentium III jako Pentium II, ale mimo tego nowy procesor jest prawidłowo konfigurowany i może używać SSE w pełnym zakresie. Zainstalowanie pierwszego dodatku z poprawkami Service Pack 1 usuwa ten drobny błąd) bowiem spełnia on wszystkie niezbędne wymagania gwarantujące zabezpieczenie treści krytycznych rejestrów XMM. Aplikacje mogą w tym wypadku operować całą gamą nowych rozkazów. Wszystkie programy (nawet te, które „nie wiedzą” nic o istnieniu nowych rozkazów), korzystające z DirectX 6.1 używają (poprzez bibliotekę) wsparcia SSE w formie pośredniej. Funkcje tej biblioteki odwołują się bowiem już do nowych rozkazów.

##### Microsoft Windows NT 4.0
W przypadku Windows NT 4.0 wymagany jest dodatek Service Pack 4 i dodatkowy sterownik programowy przygotowany przez firmę Intel. Z powodu braku wsparcia DirectX, korzyści mogą przynieść wyłącznie aplikacje, które same posługują się instrukcjami SSE.

## Pentium IV

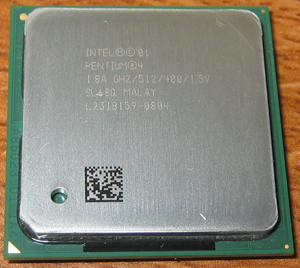
Procesor Intel Pentium 4 1.8 GHz wersja „Northwood”

Pentium 4 to siódma generacja procesorów firmy Intel, z architekturą x86 (wersje 6xx oraz niektóre 5xx obsługują architekturę EM64T). Produkowany w kilku kolejnych wersjach: Willamette, Northwood, Prescott, Gallatin, Cedar Mill, Smithfield, Presler, pracujących z częstotliwościami FSB 400, 533, 800 i 1066 MHz. Początkowo osadzony był w gnieździe Socket 423, następnie Socket 478, a później LGA 775. Wyższą częstotliwość zegara zawdzięcza architekturze NetBurst. Wykorzystuje technologie, takie jak instrukcje SSE2, w nowszych wersjach jądra – SSE3. Niektóre wersje mają też wbudowaną wielowątkowość (HyperThreading) – dotyczy to m.in. procesorów z rodzin Northwood i Prescott. Częstotliwość taktowania zegara procesorów Pentium 4 z serii Extreme Edition dochodzi do 3,73 GHz, najwyżej taktowanym Pentium 4 jest Prescott 3,8 GHz na FSB 800 MHz (mnożnik 19).

### Willamette
Pentium 4 Willamette został wypuszczony na rynek 20 listopada 2000 roku. Początkowo taktowany był zegarem 1400 MHz potem, firma Intel zmieniła mnożnik na wyższy i wypuszczona została też wersja 1500 MHz. Procesor wykonany był w technologii 0,18 mikrona. Przygotowany został na Socket 423, a jego standardowe napięcie to 1,75 V. Pierwsze procesory Pentium 4 pracowały z dynamicznymi pamięciami RIMM firmy Rambus. Procesory te były bardzo mało wydajne i przegrywały testy nawet ze swoimi poprzednikami Pentium III, nie wspominając już o procesorach firmy AMD, które konkurowały z nimi. W 2001 roku wraz z wypuszczeniem procesora o zegarze 1,7 GHz ta sytuacja znów zaczęła się zmieniać na korzyść Intela. Zaraz po tym wypuszczone zostały jeszcze modele z zegarami 1,3 GHz, 1,6 GHz i 1,8 GHz, a kilka miesięcy potem wersje taktowane 1,9 GHz i 2,0 GHz. Wraz ze zmianą podstawki na Socket 478 i wprowadzeniem nowszych chipsetów, Pentium 4 mogły współpracować już z pamięciami SDRAM na szynie 100 MHz i 133 MHz, oraz DDR SDRAM. Procesory z serii Willamette obsługują instrukcje takie jak SSE i SSE2, dysponują pamięcią poziomu L2 256 kB i taktowane są 400 MHz (4 × 100 MHz).

### Northwood

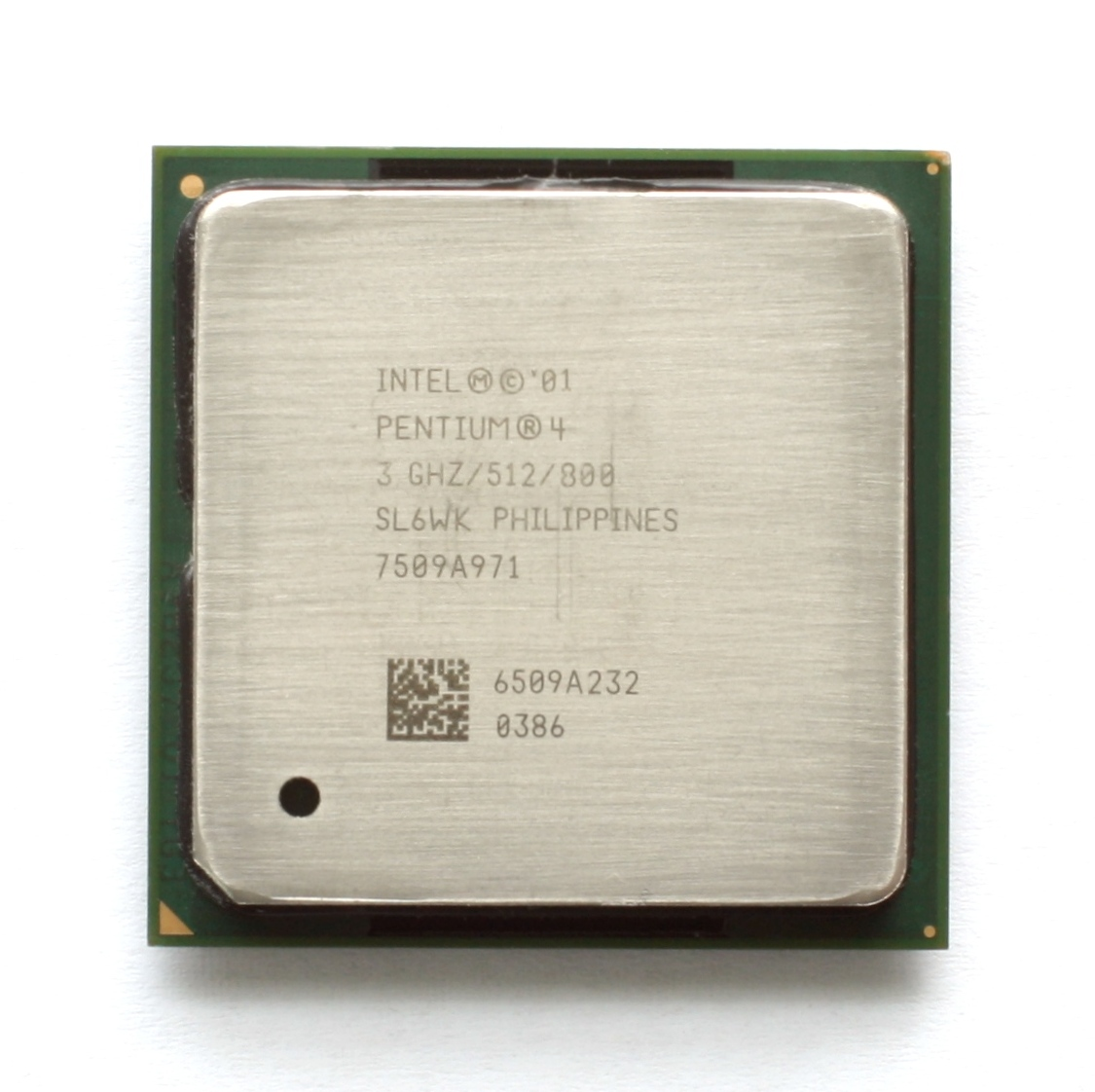
Intel Pentium 4 3,0 GHz (Northwood)

Pentium 4 Northwood zadebiutował w styczniu 2002. Od swojego poprzednika, Willamette, różnił się kilkoma zasadniczymi kwestiami. Po pierwsze zwiększona została pamięć poziomu L2 z 256 kB do 512 kB. Po drugie procesor pojawił się w wersji tylko na podstawki Socket 478. By podłączyć nowy procesor do płyt głównych z wcześniejszym Socket 423 trzeba było zastosować specjalne przejściówki. Northwood pojawił się najpierw w wersjach taktowanych zegarami 1,6 GHz, 1,8 GHz, 2.0 GHz oraz 2,2 GHz. Kolejne wersje, począwszy od 2,4 GHz przyniosły jeszcze jedną zmianę w postaci zwiększenia taktowania FSB do 533 MHz (4 × 133 MHz). Pojawienie się nowej wersji Pentium 4 było dużym skokiem wydajnościowym oraz technologicznym. To właśnie w Northwoodzie 3,06 GHz, jako pierwszym spośród procesorów Pentium 4, pojawiła się wielowątkowość (HyperThreading). Wszystkie układy z tej rodziny mają wbudowaną obsługę wielowątkowości, jednak jest ona włączona tylko w Northwoodzie 3,06 GHz. Na bazie rdzenia Northwood powstały dwie rodziny procesorów mobilnych: Mobile Pentium 4 i Mobile Pentium 4M. Pierwszy jednak był dość nieudaną konstrukcją ze względu na duże zapotrzebowanie na moc (ponad 70 W). Konstrukcja ta została szybko zastąpiona przez drugi z układów, w którym obniżono pobór mocy niemal dwukrotnie. W ostateczności rynek układów mobilnych zdominował procesor Pentium M oparty na unowocześnionej architekturze P6, czyli Pentium III. Dzięki odpowiednio wyważonej wydajności i oszczędności energii stał się on podstawą platformy mobilnej Centrino.

### Gallatin
W październiku 2003 zadebiutował nowy układ firmy Intel, Gallatin, który na rynku sprzedawany był jako Pentium 4 Extreme Edition. Jego głównymi cechami były FSB na poziomie 800 MHz (4 × 200 MHz), zegar 3,2–3,46 GHz, oraz pamięć poziomu L3 wielkości 2 MB, co sprawdzało się przede wszystkim w grach 3D (P4EE adresowany był głównie do graczy). Gallatiny produkowane były w dwóch wersjach: dla Socket 478 oraz nowego LGA 775. Wyposażone były w technologię HyperThreading.

### Prescott
Procesory Prescott pojawiły się w lutym 2004. Opierały się na zmodyfikowanej technologii Pentium 4. Spekulowano nawet, że nowe procesory zadebiutują pod nazwą Pentium 5. Tak się jednak nie stało. Główne różnice między Prescottem a wcześniejszym Northwoodem to: zwiększona pamięć poziomu L2 do 1MB, oraz w późniejszych modelach zwiększona FSB do 800 MHz (4 × 200 MHz). Stworzyło to podział na ekonomiczne Prescotty A (FSB 533 MHz) oraz wydajniejsze Prescotty E (FSB 800 MHz + HyperThreading). W Prescottach zadebiutowały też dwie technologie: XD Bit oraz EM64T, jednak ta ostatnia znalazła się tylko w modelach oznaczonych jako Pentium 4 5x1 i Pentium 4 5x6. Najszybszy Prescott taktowany był zegarem 3,8 GHz. Również na tym rdzeniu wyprodukowano ostatnie serie Pentium 4 Extreme Edition pracujące z prędkością 3,73 GHz. Podobno jednak były mniej wydajne od wcześniejszych Gallatinów 3,43 GHz. Rodzina Prescottów na podstawce LGA 775 otrzymała nowy sposób oznaczania procesorów. Intel wprowadził bowiem określenia numeryczne dla poszczególnych modeli i Prescotty sprzedawane były jako Pentium 4 5xx (505-519 dla Prescott A, oraz 517-571 dla Prescott E).

### Prescott 2M
W 2005 roku odświeżono rodzinę Prescottów o nowe modele. Charakteryzowały się one zwiększoną pamięcią cache L2 do 2 MB, oraz technologiami EM64T, XD Bit, HyperThreading oraz EIST. Ostatnie dwa modele, taktowane zegarami 3,6 GHz i 3,8 GHz miały także wbudowaną technologię wirtualizacji Vanderpool. Pobierały ok. 84 W mocy. Podobnie jak w przypadku wcześniejszych procesorów, także Prescotty 2M sprzedawane były pod nowymi nazwami, z numeracją modeli typu 6x0 i 6x2.

### Cedar Mill
Na początku 2006 roku architektura Prescott 2M została przeniesiona do nowego procesu technologicznego, 65 nm. Nowe układy pojawiły się pod nazwą kodową Cedar Mill. Oferowały te same technologie co Prescott 2M i taktowane były zegarami od 3,0 GHz do 3,6 GHz. Pracowały na szynie FSB 800 MHz, na podstawce LGA 775. Procesory Cedar Mill były numerowane bardzo podobnie do Prescottów 2M – z wykorzystaniem schematu 6x1 i 6x3 oraz 6x4

### Tejas
Następcą procesora na rdzeniu Prescott miał być układ o nazwie kodowej Tejas. Jednak firma Intel porzuciła go w 2004 z kilku powodów, m.in. ekstremalnego zużycia energii – Tejas 2,8 GHz zużywał nawet 150 W, dwukrotnie więcej niż Northwood działający z takim samym zegarem. Porzucenie Tejasa oznaczało także porzucenie architektury jednordzeniowych CPU i rozwój układów wielordzeniowych.

### Smithfield i Presler
Od maja 2005 procesory bazujące na technologii Pentium 4 sprzedawane były pod nazwą Pentium D oraz Pentium Extreme Edition i bazowały na układach Smithfield (dwa rdzenie Prescott; pierwszy procesor dwurdzeniowy na rynku konsumenckim) i Presler (dwa rdzenie Cedar Mill). Jak się okazało, nie były to ostatnie procesory określone przez Intela mianem Pentium. Do tej nazwy producent wrócił tworząc układy Pentium Dual Core, będące budżetową wersją procesorów Core2Duo. Są to jednak układy o zupełnie innej architekturze, wywodzącej się z Pentium M. Tym samym Intel ostatecznie porzucił architekturę NetBurst.

## Pentium IV Extreme Edition

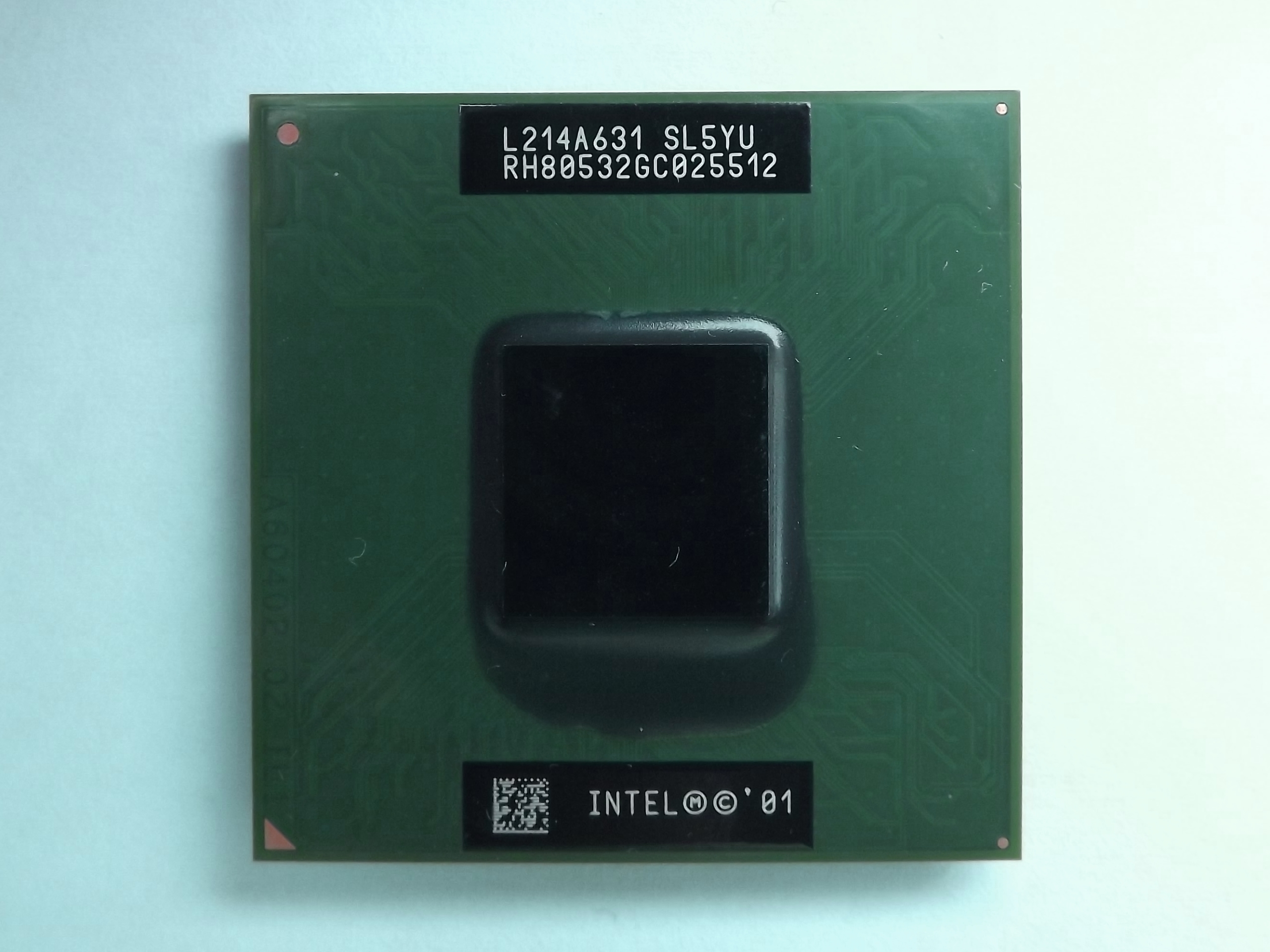
Intel Pentium 4 Edition

Intel Pentium 4 Extreme Edition (znany również jako Pentium 4 EE) stanowi mikroprocesor x86 siódmej generacji i jest oparty na układach występujących w procesorach rodziny Intel Pentium 4.
Pentium 4 Extreme Edition został stworzony aby rywalizować z podobnym rozwiązaniem od firmy AMD – serią AMD Athlon 64 FX.

### Technika
Procesor oparty na architekturze NetBurst, oryginalnie przeznaczony dla rynku serwerów. Od swojego pierwowzoru (Xeon MP), różni się przede wszystkim taktowaniem.
Druga wersja wprowadziła wiele unowocześnień w stosunku do wcześniejszej wersji:
- przeniesiono pamięć podręczną z trzeciego poziomu na drugi
- dodano rozszerzenia SSE3,
- dodano 64-bitowe adresowanie pamięci oraz bit XD (Execute Disable)
- podniesiono zegar taktujący nowy układ

### Modele procesora

#### Gallatin(3,4 GHz oraz 3,46 GHz)
Został ogłoszony we wrześniu 2003 roku, około tydzień przed premierą AMD Athlon 64 na Intel Developer Forum.
W przeciwieństwie do Xeon MP, magistrala Pentium 4 EE została zwiększona z 133 do 200 MHz. Późniejsza wersja (3,46 GHz) podniosła ją do 266 MHz (efektywnie 1066 MHz). Procesor posiada 2MB pamięci wbudowanej trzeciego poziomu (L3) oraz aktywną technologię Hyper Threading (HT). Lista obsługiwanych instrukcji jest zgodna z jego protoplastą – układem Northwood.

#### Prescott-2M (3,73 GHz)
Wraz z pojawieniem się procesorów Pentium 4 z rdzeniem Prescott-2M, on sam miał również premierę w serii Pentium 4 Extreme Edition. Oparty na nim nowy model procesora posiadał taktowanie rzędu 3,73 GHz, magistralę FSB 266 MHz oraz wprowadzał do rodziny Extreme wszystkie nowości jakie przyniósł ze sobą oryginalny układ Prescott.

### Testy
- Prescott-2M: LINK
- Gallatin: LINK

## Pentium M

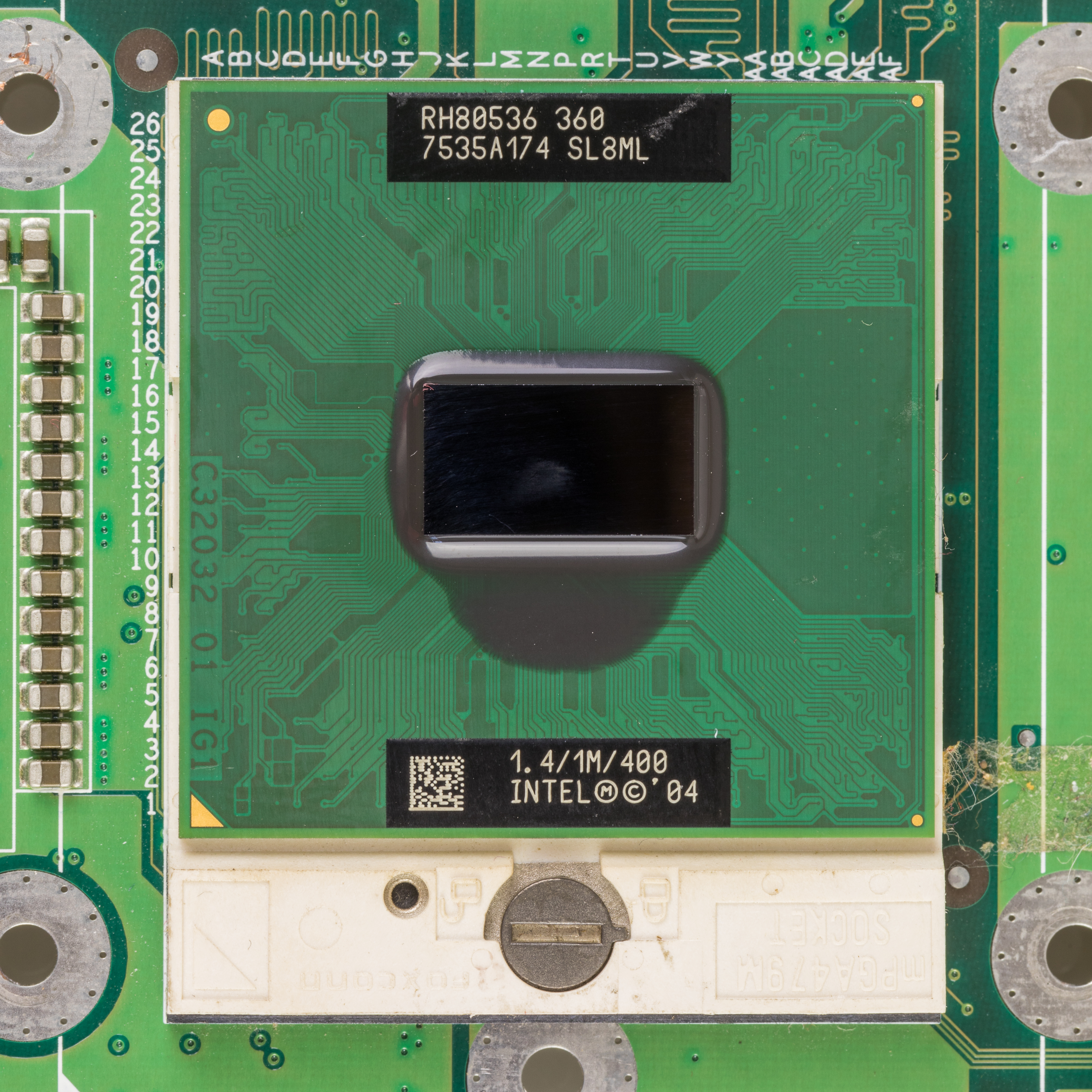
Pentium M z rdzeniem Dothan

Pentium M to 32-bitowy mikroprocesor, który zadebiutował w marcu 2003. Pentium M był oryginalnie przeznaczony wyłącznie do użytku w komputerach przenośnych, nazwa kodowa pierwszego modelu to „Banias”. Wszystkie nazwy Pentium M pochodzą od nazw miejsc w Izraelu, gdzie mieści się zespół, który go zaprojektował.
Pentium M reprezentuje dużą zmianę filozofii Intela, nie jest to bowiem niskonapięciowa wersja Pentium 4, ale poważnie zmodyfikowany Pentium III (który z kolei wywodzi się od Pentium Pro). Pentium M został zoptymalizowany, aby zużywać jak najmniej prądu i wydzielać jak najmniej ciepła, co jest niezmiernie ważne w notebookach. Zużywając mniej energii, Pentium M jest taktowany znacznie wolniejszym zegarem niż współczesne mu Pentium 4, ale ma bardzo podobne osiągi, na przykład wersja Pentium M z zegarem 1,6 GHz osiąga, a w niektórych testach nawet prześciga, Pentium 4 „Northwood” z zegarem 2,4 GHZ (FSB 400 MHz, układ bez Hyper Threadingu).
Pentium M łączy w sobie zmodyfikowany rdzeń Pentium III połączony z magistralą kompatybilną z Pentium 4, ma poprawioną funkcję branch prediction, dodatkowe instrukcje SSE i SSE2, a także większą pamięć cache. Cache drugiego poziomu, która jest zazwyczaj bardzo prądożerna, zbudowana jest w specjalny sposób, który pozwala na wyłączenie tych jej części, które nie są używane. Inne metody ograniczenia zużycia prądu pozwalają na dynamiczną zmianę szybkości taktowania i zasilania rdzenia, pozwalając Pentium M na znaczne spowolnienie (do około 600 MHz), kiedy nie jest wymagana cała moc procesora.
Procesor ten jest częścią platformy Intela Centrino.
Pomimo że początkowo Pentium M był przeznaczony wyłącznie do laptopów, na początku 2004 zaczęły się pojawiać płyty główne do komputerów stacjonarnych przeznaczone do użycia z Pentium M, a Intel rozpoczął prace nad modyfikacją procesora, przygotowując się do produkcji nowej wersji dla komputerów stacjonarnych.

### Banias
Pierwsza wersja procesora nosiła nazwę „Banias”, była produkowana przy użyciu procesu 0.13 mikrometra, taktowana zegarem od 1,3 do 1,7 GHz i miała 1 MB cache L2 (dla porównania, współczesne mu wersje P4 i Athlona miały 256 KB lub 512 KB cache). Banias nie posiadał funkcji Hyper Threading, ale większość analityków uważała, że dodanie tej funkcji nie zmieniłoby w znaczący sposób wydajności procesora z powodu dużych różnic architekturalnych pomiędzy rdzeniem P6 użytym w Pentium M a rdzeniem „Netburst” z P4. Banias jest dużo mniej wydajny od procesorów z rodziny Dothan, ponieważ ma tylko 1 MB cache, porównując procesory z podobnymi specyfikacjami (m.in. prędkość FSB, częstotliwość).

### Dothan
Udoskonalona wersja Pentium M wypuszczona przez Intel 10 maja 2004 nosiła nazwę „Dothan”. Był to jeden z pierwszych procesorów sprzedawanych przez Intel, który otrzymał nowy „numer kodowy” jako nazwę zamiast szybkości taktowania zegara – Pentium M 715 (1,5 GHz), 725 (1,6 GHz), 735 (1,7 GHz), 745 (1,8 GHz), 755 (2,0 GHz) i 765 (2,1 GHz). Na początku 2005 dostępne modele Dothana były taktowane od 1,0 do 2,13 GHz. Wersje taktowane niższym zegarem niż pierwsze modele są albo niskonapięciowe, albo bardzo niskonapięciowe. 718 (1,3 GHz) i 738 (1,4 GHz) to modele niskonapięciowe, a 723 i 733 (1,0 i 1,3 GHz) to modele bardzo niskonapięciowe.
Procesory serii 700 mają tę samą architekturę jak pozostałe Pentium M, ale są wykonane w technologii 90 nm. Wielkość samego procesora pozostała taka same, 84 mm², pomimo że bardzo zwiększyła się ilość tranzystorów (około 140 milionów) z powodu zwiększenia wielkości cache do 2 MB. Zmniejszyła się za to ilość wydzielanego ciepła (zaledwie 21 W w porównaniu z 24,5 W w przypadku Banias).

W pierwszym kwartale 2005 roku wydana została nowa wersja Dothana z FSB 533 MHz i funkcją XD-bit. Najszybszym procesorem w tej serii był ten oznaczony symbolem M 770 z zegarem 2,13 GHz. Potem pojawił się Pentium M o rdzeniu Dothan oznaczony symbolem M 780 taktowany zegarem 2,267 GHz. Na obudowie miał wydrukowane oznaczenie SL7VB.

### Core Solo&Core Duo
Nowa generacja procesorów korzystająca z architektury Pentium M nosiła nazwę kodową „Yonah”. Została ona wydana pod marką Intel Core, jako Core Duo i Core Solo i wykonana w procesie technologicznym 65nm. Była rezultatem braku możliwości rozwojowych platformy NetBurst z Pentium 4.

## Pentium D
Pentium D to 64-bitowa seria mikroprocesorów firmy Intel po raz pierwszy zaprezentowanym w czasie Intel Developer Forum na wiosnę 2005. W odróżnieniu od innych procesorów wielordzeniowych w których rdzenie umieszczone są na jednej płytce krzemowej, pojedynczy układ Pentium D zawiera dwa osobno wyprodukowane i połączone ze sobą rdzenie Pentium 4 Prescott
Wraz z jego droższym bratem nazwanym Pentium Extreme Edition, Pentium D był pierwszym oficjalnie zaprezentowanym wielordzeniowym procesorem przeznaczonym dla komputerów osobistych (nie dla serwerów).
Analizując osiągi Pentium D należy pamiętać, że nie jest to typowy procesor dwurdzeniowy, ale raczej dwa procesory umieszczone w jednej obudowie co pociąga za sobą problemy z „wąskim gardłem” na magistrali FSB podobne do tych z jakimi borykają się dwuprocesorowe systemy z procesorami Xeon. Pentium D posiadał dwie pamięci cache na każdy rdzeń po jedną, zaś Core 2 Duo jedną dzieloną między oba rdzenie. W Pentium D rdzenie nie komunikują się ze sobą jak w Core 2 Duo, gdyż magistrala jest zaprojektowana tylko na obsługę jednego rdzenia, to też chipset musi sam rozdzielać zadania na dany rdzeń. Procesory Pentium D i Pentium 4 były wykonane na architekturze NetBurst, a Core 2 Duo na architekturze wywodzącej się z Pentium Pro.

### Smithfield
Pierwsza wersja Pentium D która ukazała się na rynku 26 maja 2005 nosiła nazwę Smithfield i początkowo była dostępna w odmianach 820, 830 i 840 taktowanych odpowiednio 2,8, 3,0 i 3,2 GHz. Na początku 2006 wypuszczono także wersję taktowaną zegarem 2.66 GHz z szyną 533 MHz pod nazwą 805. Dość często Pentium D jest uznawany przez aplikacje za Pentium 4

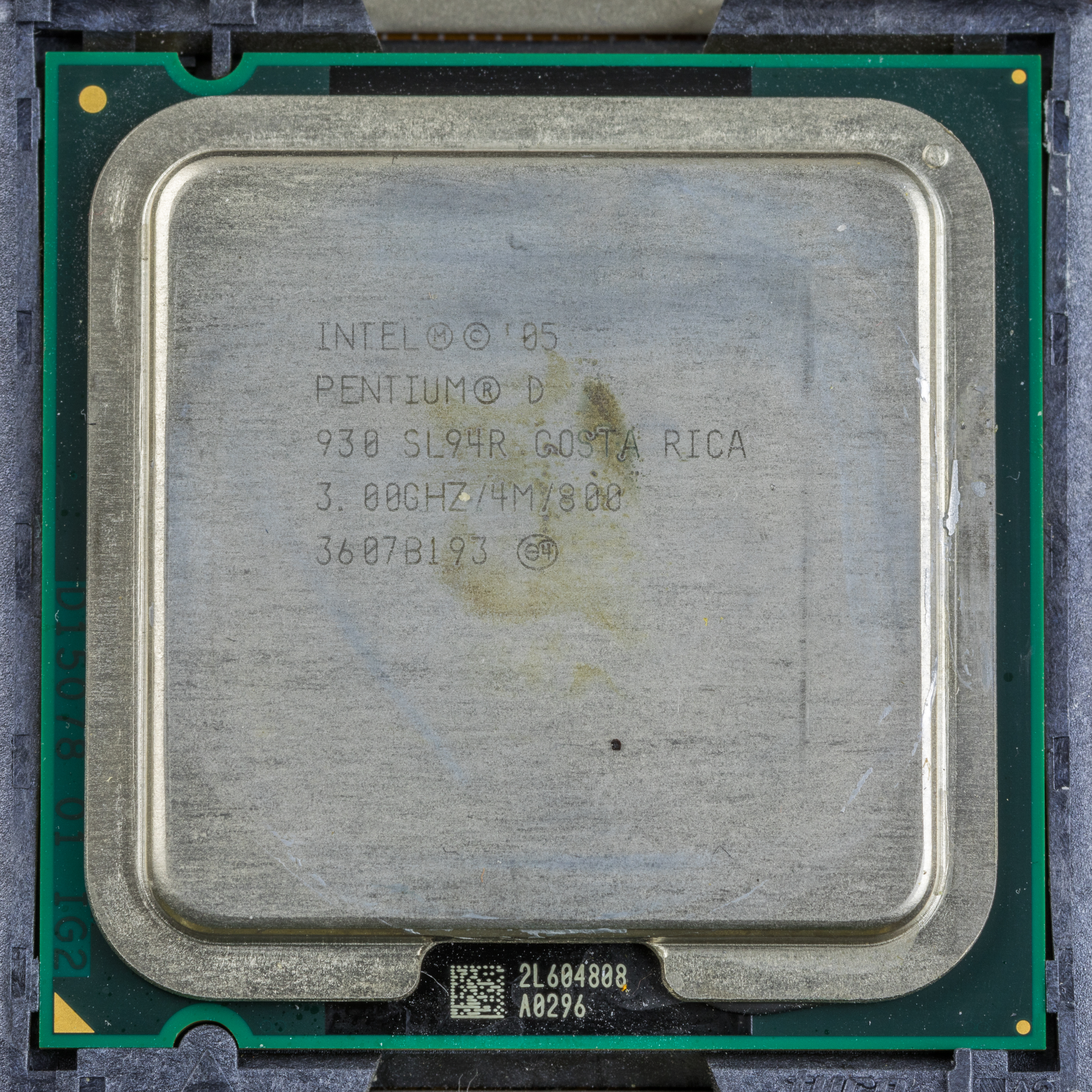
Intel Pentium D 930

Procesory Smithfield produkowane były w technologii 90 nm, posiadają 1 MB cache L2 na każdym jądrze. Pentium D nie posiada technologii Hyper-Threading (choć Pentium EE ma tę opcję) i Vanderpool. Procesory z tej serii używają podstawki Socket T (LGA 775). Procesory z rdzeniami Smithfield są jedynymi procesorami Intela o temperaturze krytycznej 120 °C. Odpowiednie dla nich temperatury to 45–90 °C, powyżej procesor traci stabilność.
Przez zbyt dużą temperaturę wydzielaną przez procesor, jest on niezdolny do overclockingu. Jednak przy zastosowaniu coolerów z większym radiatorem jest możliwe zwiększenie częstotliwości FSB.

### Presler
Druga generacja Pentium D została nazwana Presler, zawiera ona dwa rdzenie Pentium 4 „Cedar Mill” i produkowana była przy użyciu technologii 65 nm. Presler ukazał się na rynku na początku 2006 w wersjach 920, 930, 940, 950 i 960 (taktowanych odpowiednio – 2,8, 3,0, 3,2, 3,4 i 3,6 GHz). Preslery 9x0 posiadają technologie VT (Vanderpool, EM64T, XD-bit i EIST). W modelach 9x5 nie ma technologii VT.

### Pentium Extreme Edition
W skład tej serii wchodzą trzy modele: 840, 955 oraz 965.
Pierwszy (840) to procesor oparty na podwójnym jądrze Prescott (0,09 μm), zwany także pod nazwą kodową Smithfield. Cechy szczególne tego modelu to taktowanie na poziomie 3200 MHz (szyna 200 MHz, mnożnik 16× [odblokowany – jest to pierwszy model z odblokowanym mnożnikiem od firmy Intel]), FSB 800 MHz i 2 MB podręcznej pamięci L2 poziomu drugiego.
Każdy rdzeń wyposażony jest we własny, kompletny zestaw jednostek wykonawczych i 1 MB pamięci podręcznej poziomu drugiego, połączone jedną szyną systemową. Oba rdzenie muszą dzielić się ze sobą przepustowością szyny FSB, która w przypadku tych układów, pracuje z efektywną częstotliwością 800 MHz (w trybie Quad Pumped Bus) oferując 6,4 GB/s przepustowości. Za dostęp obu rdzeni do szyny systemowej odpowiada specjalny przełącznik, zwany arbitrem. Odpowiada on za równe „obdzielanie” obu rdzeni dostępem do szyny FSB tak, by nie dochodziło między nimi do konfliktów.
Premiera tego procesora miała miejsce w maju 2005. Procesory Pentium XE 840 zapoczątkowały serię Pentium D 8xx.
Kolejne dwa modele – 955 oraz 965 to procesory oparte na ostatnich Pentiumach 4 o kodowej nazwie Cedar Mill. Ich nazwa kodowa: Presler.
Oba zostały wykonane w procesie 65 nm (0,065 μm) i tak jak starszy model 840, komunikują się poprzez magistralę FSB, która została w nich przyspieszona do 1066 MHz (tryb QPB). Posiadają 2MB pamięci cache L2 na każdy z rdzeni (sumarycznie: 2×2 MB).
Model 955 posiada taktowanie na poziomie 3,46 GHz (mnożnik standardowy 17×, odblokowany), a model 965 – 3,73 GHz (domyślny mnożnik 18×, odblokowany). Oprócz taktowania, różnią je tylko dwie cechy: nowa wersja układu Presler znajdującego się „pod maską” (B1 w 955, C1 w 965) oraz technologia C1E (która nie działała poprawnie w starszej wersji (ang. revision) „B0”). Presler trafił do serii Pentium D 9xx.
Wszystkie procesory z serii Pentium Extreme Edition posiadają aktywne technologie Hyper Threading (HT), XD-bit (zabezpieczenie przed wykonywaniem szkodliwego kodu) oraz 64-bit instrukcji (EM64T). Procesory bazujące na jądrze Presler obsługują dodatkowo VT-x (wirtualizację sprzętową) oraz jako jedyne obsługują 64-bit edycje Windowsa 8.1 oraz 10.

### Następca
W połowie 2006 procesory Pentium D zostały zastąpione chipami Intel Core 2, które z kolei bazowane są na rdzeniach „Conroe” Intel Core Microarchitecture. Procesory Intel Core 2 były dostępne w wersjach dwu- i czterordzeniowych.

## Pentium Dual Core

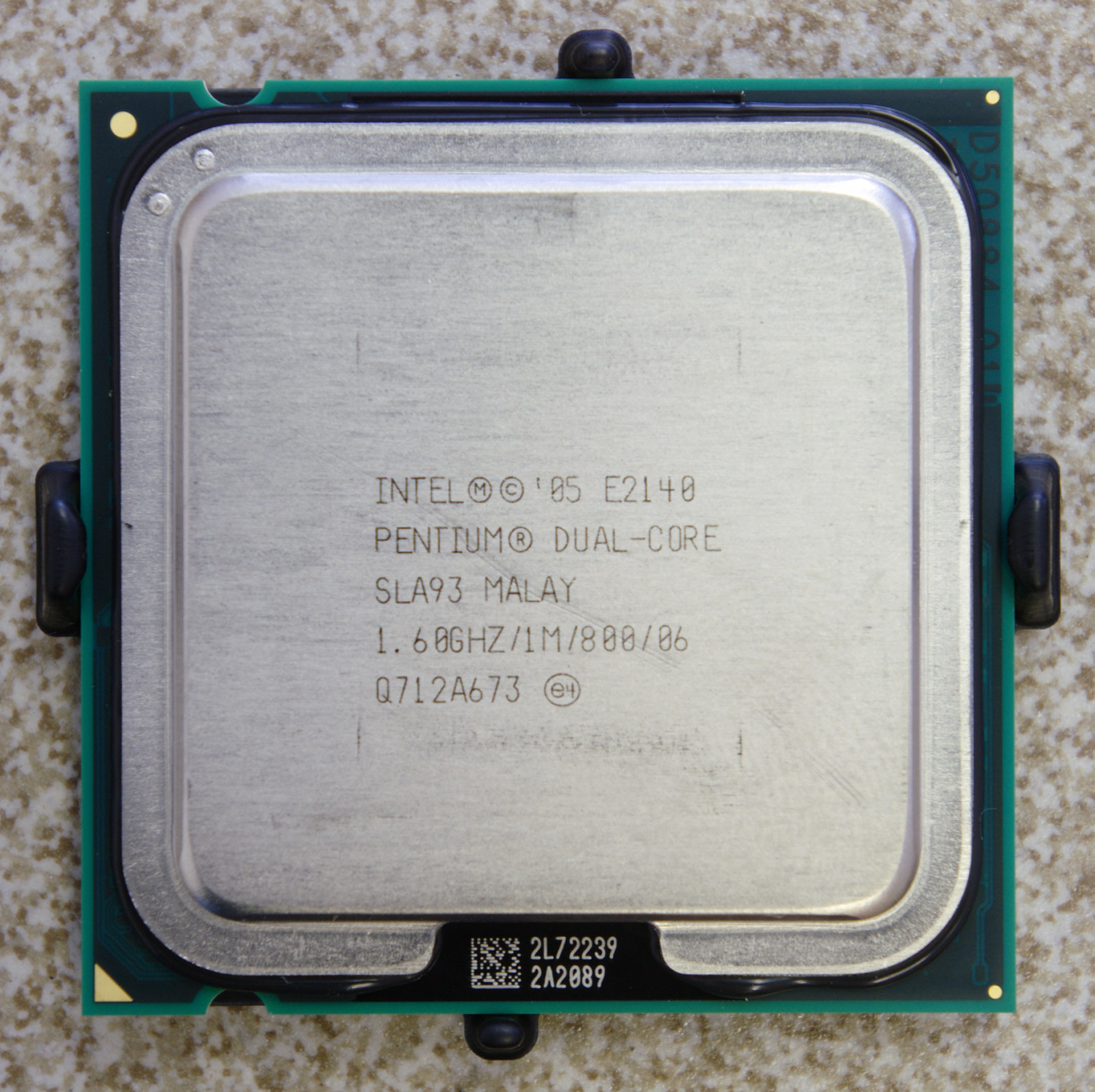
Intel Pentium Dual Core E2140

Pentium Dual Core to dwurdzeniowe niskobudżetowe procesory firmy Intel. Produkowane są w wersjach dla komputerów stacjonarnych (rodziny E2000, E5000, E6000) oraz przenośnych (rodzina T2000). E2000 i T2000 wytwarzane są w procesie technologicznym 65 nm, zaś E5000, E6000 oraz T4200 w procesie technologicznym 45 nm.
W strukturze procesorów Intela mieszczą się między Celeronami Dual Core (rodzina E1000), a droższymi procesorami Core 2 Duo (rodzina E4000 i E7000). Wersje mobilne procesorów budowane są na podstawie rdzenia Yonah i Merom, wersje desktop na podstawie rdzenia Allendale i Wolfdale. E2000, jak i T2000 posiadają wspólną pamięć podręczną drugiego poziomu (L2) o pojemności 1 MB, E5000 oraz E6000 posiadają jej 2 MB.
Procesory przeznaczone na rynek komputerów stacjonarnych z rodziny E2000 i E5000 pracują na szynie FSB o częstotliwości 200 MHz (w trybie Quad Pumped Bus-800 MHz), zaś procesory z rodziny E6000 pracują na szynie FSB o częstotliwości 266 MHz (w trybie Quad Pumped Bus-1066). Wersje mobilne pracują na szynie 133 MHz (w trybie Quad Pumped Bus-533 MHz). Wspierają 64-bitowe instrukcje, co oznacza, że można na nich uruchamiać 64-bitowe systemy operacyjne. Mają zaimplementowaną obsługę technologii Executive Disable Bit (XD-Bit) oraz Enhanced Intel SpeedStep Technology (EIST). Większość wersji Pentium Dual Core nie obsługuje sprzętowej wirtualizacji (IVT/Vanderpool). Wyjątkami są niektóre E5300 i E5400 oraz wszystkie E6300.
Procesory Pentium Dual Core (E2000, E5000 i E6000), tak jak cała rodzina Core, oraz niektóre modele Pentium 4 (Prescott i późniejsze) oraz Pentium D, wykorzystują płyty główne Socket LGA 775. Zgodnie z założeniami ich TDP nie może przekraczać poziomu 65 W. Przy zakupie procesorów wykonanych w 45 nm i płytach opartych na chipsecie i965, należy sprawdzić czy dana płyta obsługuje dany procesor. Procesory mobilne (T2000), działają na podstawce Socket M.
Procesory w swym segmencie sprzętowym rywalizują z procesorami Athlon 64 X2.

### Modele
Do tej pory na rynku zagościło 13 modeli typu Desktop oraz 12 modeli typu Mobile.

#### Modele dla komputerów stacjonarnych
Rdzeń Allendale (65 nm):
- E2140 taktowany zegarem 1,6 GHz (8x200 MHz)
- E2160 taktowany zegarem 1,8 GHz (9x200 MHz)
- E2180 taktowany zegarem 2,0 GHz (10x200 MHz)
- E2200 taktowany zegarem 2,2 GHz (11x200 MHz)
- E2220 taktowany zegarem 2,4 GHz (12x200 MHz)

Rdzeń Wolfdale (45 nm):
- E5200 taktowany zegarem 2,5 GHz (12,5x200 MHz)
- E5300 taktowany zegarem 2,6 GHz (13x200 MHz)
- E5400 taktowany zegarem 2,7 GHz (13,5x200 MHz)
- E5500 taktowany zegarem 2,8 GHz (14x200 MHz)
- E5700 taktowany zegarem 3,0 GHz (15x200 MHz)
- E5800 taktowany zegarem 3,2 GHz (16x200 MHz)
- E6300 taktowany zegarem 2,8 GHz (10,5x266 MHz)
- E6500 taktowany zegarem 2,93 GHz (11x266 MHz)
- E6600 taktowany zegarem 3,06 GHz (11,5x266 MHz)
- E6700 taktowany zegarem 3,2 GHz (12x266 MHz)
- E6500K taktowany zegarem 2,93 GHz (11x266 MHz) – posiada odblokowany mnożnik procesora.
- E6800 taktowany zegarem 3,33 GHz (12,5x266 MHz)

#### Modele dla laptopów
Rdzeń Yonah (65 nm):
- T2060 taktowany zegarem 1,6 GHz (12x133 MHz)
- T2080 taktowany zegarem 1,73 GHz (13x133 MHz)
- T2130 taktowany zegarem 1,86 GHz (14x133 MHz)
- T2300 taktowany zegarem 1,66 GHz
- T2500 taktowany zegarem 2,00 GHz (12x166 MHz)

Rdzeń Merom-2M (65 nm):
- T2310 taktowany zegarem 1,46 GHz (11x133 MHz)
- T2330 taktowany zegarem 1,6 GHz (12x133 MHz)
- T2370 taktowany zegarem 1,73 GHz (13x133 MHz)
- T2390 taktowany zegarem 1,86 GHz (14x133 MHz)
- T2410 taktowany zegarem 2,00 GHz (15x133 MHz)
- T3200 taktowany zegarem 2,00 GHz (12x166 MHz)
- T3400 taktowany zegarem 2,16 GHz (13x166 MHz)

Rdzeń Penryn-1M (45 nm)
- T4200 taktowany zegarem 2,00 GHz (10x200 MHz)
- T4300 taktowany zegarem 2,10 GHz (10,5x200 MHz)
- T4400 taktowany zegarem 2,20 GHz (11x200 MHz)
- T4500 taktowany zegarem 2,30 GHz (11,5x200 MHz)

## Pentium Clarkdale
7 stycznia 2010 Intel wprowadził na rynek nową generację procesorów Pentium wykorzystujące mikroarchitekturę Clarkdale. Procesor został wydany równolegle z innymi procesorami do komputerów stacjonarnych.
Pierwszym modelem z tej serii jest Pentium G6950.
Mikroarchitektura Clarkdale jest również używana w procesorach z serii Core i3-5xx i Core i5-6xx i wykorzystuje proces technologiczny 32 nm (ponieważ jest oparta na mikroarchitekturze Westmere), zintegrowany kontroler pamięci i zintegrowany układ graficzny 45 nm oraz pamięć podręczną trzeciego poziomu. W serii Pentium niektóre funkcje Clarkdale są wyłączone, w tym AES-NI, hiperwątkowość (w porównaniu z Core i3), a kontroler graficzny w Pentium działa z częstotliwością 533 MHz, podczas gdy w serii Core i3-5xx działają z częstotliwością 733 MHz. W procesorach Pentium wyłączone zostało również Dual Video Decode, która umożliwia sprzętową akcelerację obrazu Blu-ray oraz obsługa Deep Color i xvYCC. Kontroler pamięci w Pentium obsługuje DDR3-1066 max, taką samą jak seria Core i3 i3-5xx. Pamięć podręczna L3 jest również o 1 MB mniejsza niż w serii Core i3-5xx. Procesory wykorzystują gniazdo LGA 1156.
We wrześniu 2010 roku producent wydał specjalny model Pentiuma (G6951) z możliwością odblokowanie dodatkowego megabajta pamięci cache i hiperwątkowości. Po odblokowaniu ww. funkcji procesor otrzymywał wydajność droższych modeli Core i3. Odblokowanie tych funkcji odbywało się za pomocą kodu ze zdrapki, która kosztowała 50 dolarów.

## Pentium Sandy Bridge
22 maja 2011 Intel wydał procesory Pentium oparte na mikroarchitekturze Sandy Bridge. Miało to miejsce pół roku po debiucie droższych modeli opartych na Sandy Bridge.
Wszystkie posiadają 2 rdzenie, 2 procesory logiczne, bufor wyszukiwania tłumaczenia (TLB), 64-bajtowe pobieranie wstępne z pamięci podręcznej, dane TLB0 2 MB lub 4 MB, 4 strony asocjacyjne, 32 wpisy; strony danych TLB 4 KB, zestaw asocjacyjny 4-kierunkowy, 64 wpisy; instrukcja TLB strony 4 KB, 4-kierunkowy zestaw asocjacyjny, 128 wpisów, L2 TLB 1-MB, 4-kierunkowy zestaw asocjacyjny, 64-bajtowy rozmiar linii; współdzielenie pamięci TLB drugiego poziomu, 4 KB, zestaw asocjacyjny 4-kierunkowy, 512 wpisów.
Wszystkie modele wyposażone są w: wbudowaną jednostkę zmiennoprzecinkową, ulepszoną technologię Intel SpeedStep (EIST), Intel 64, bit XD (implementacja bitowa NX), Intel VT-x, Smart Cache. Wszystkie modele obsługują: MMX, SSE, SSE2, SSE3, SSSE3, SSE4.1, SSE4.2
Zintegrowana grafika HD Graphics posiada 6 EUS, ale w porównaniu do HD Graphics 2000, ale nie obsługuje technologii Intel Quick Sync, InTru 3D, Clear Video HD, Wireless Display, wideo 3D.

## Czterowątkowe jednostki
W styczniu 2017 zostały wydane nowe procesory z serii Pentium posiadające 2 rdzenie i obsługujące 4 wątki dzięki technologii Hyper-threading. Jest to pięć modeli: standardowe wersje Pentium G4560, G4600 i G4620 oraz energooszczędne G4560T i G4600T. Procesor G4560 wyeliminował inne w zestawach komputerowych do 2000 PLN. Intel Pentium G4560 jest o 10% wolniejszy od Core i3-7100, a dwukrotnie tańszy.